# Boeing 767
Il Boeing 767 è un bimotore a getto di linea, con configurazione a fusoliera larga ed ala bassa, prodotto dall'azienda aeronautica statunitense Boeing, ora Boeing Commercial Airplanes, dagli anni ottanta. Il 767 è stato il primo bimotore a fusoliera larga di Boeing, nonché suo primo aereo di linea, dotato di glass cockpit, con una avionica totalmente digitale e con un equipaggio di condotta di due piloti. Il velivolo possiede due turboventole, un piano di coda convenzionale e, per garantire minore resistenza aerodinamica, un profilo alare supercritico. Progettato per rispondere all'Airbus A300 e per essere più piccolo del Boeing 747, il 767 vanta comunque una capienza tra i 181 e i 375 passeggeri e un'autonomia tra i 7.130 e gli 11.825 km a seconda della versione. Lo sviluppo del velivolo è avvenuto in contemporanea con quello del Boeing 757, con cui condivide molte caratteristiche progettuali, tanto da permettere ai piloti di operare su entrambi i modelli con la medesima formazione.
Il 767 è prodotto con tre diverse lunghezze della fusoliera. L'originale, il 767-200, è entrato in servizio nel 1982, seguito dal 767-300 nel 1986 e dal 767-400ER, dotato di un'autonomia estesa (ER - extended-range), nel 2000. Ulteriori modelli con maggior autonomia, il 767-200ER e il 767-300ER, sono entrati in servizio rispettivamente nel 1984 e nel 1988, mentre la produzione di una versione cargo, il 767-300F, ha debuttato nel 1995. Alcuni programmi di conversione hanno modificato i velivoli passeggeri della serie 767-200 e 767-300 sia per l'utilizzo cargo che per quello militare, come l'aereo radar E-767 e le aerocisterne KC-767 e KC-46 Pegasus. I 767 sono equipaggiati con motori General Electric CF6, Pratt & Whitney PW4000 e JT9D e Rolls-Royce RB211.
La United Airlines è stata la prima compagnia aerea ad utilizzare, nel 1982, il 767 in servizio commerciale. Inizialmente il velivolo è stato utilizzato su rotte nazionali e intercontinentali, durante le quali ha dimostrato l'affidabilità del suo design a bimotore. Nel 1985, il 767 è diventato il primo aereo di linea bimotore a ricevere la certificazione per i voli transatlantici. Il velivolo è stato quindi utilizzato per espandere il servizio non-stop sul medio e lungo raggio sulle rotte intercontinentali. Nel 1986, Boeing ha iniziato gli studi per dotare il 767 di una maggiore capacità e ciò ha portato allo sviluppo del 777. Nel 1990, il 767 è diventato l'aereo di linea più utilizzato per i voli transatlantici tra il Nord America e l'Europa.
Il 767 è stato il primo bireattore a fusoliera larga a raggiungere i 1.000 esemplari consegnati. A luglio 2015, la Boeing ha ricevuto 1.161 ordini per il 767 da 74 clienti diversi e vi erano 765 aerei in servizio. Il modello più popolare è il 767-300ER, con 583 esemplari consegnati, mentre la Delta Air Lines è il maggior operatore con 95 velivoli. I suoi concorrenti commerciali hanno incluso l'Airbus A300, l'A310 e l'A330-200, mentre un suo successore, il Boeing 787 Dreamliner, è entrato in servizio nel mese di ottobre 2011. Al 2025, il Boeing 767 è ancora in produzione.

## Storia del progetto

### Contesto
Nel 1970, il Boeing 747 divenne il primo aereo di linea jet wide body ad entrare in servizio. Il 747 fu anche il primo aereo passeggeri abbastanza ampio da permettere una cabina dotata di un doppio corridoio. Due anni più tardi, il produttore iniziò lo studio, nome in codice 7X7, per un nuovo aeromobile wide-body destinato a sostituire la prima generazione dei jet a fusoliera stretta, come il Boeing 707 e simili. Il velivolo avrebbe dovuto possedere, inoltre, un doppio corridoio tra i sedili, ma in una fusoliera più piccolo del 747, del McDonnell Douglas DC-10 e del Lockheed L-1011 TriStar. Per coprire gli elevati costi di sviluppo, Boeing firmò accordi di condivisione del rischio con la società italiana Aeritalia e con Civil Transport Development Corporation (CTDC), un consorzio di aziende aerospaziali giapponesi. Questa fu la prima grande joint venture internazionale promossa dalla Boeing, e sia Aeritalia che CTDC ricevettero contratti di fornitura in cambio dei loro ordini anticipati. Inizialmente, il 7X7 fu concepito come un aereo a decollo e atterraggio breve, destinato a voli a corto raggio; tuttavia i clienti si dimostrarono poco entusiasti circa queste caratteristiche, e ciò portò ad una sua ridefinizione come aereo di linea transcontinentale di media grandezza. Durante questa fase, tra le proposte, vi furono quelle di un velivolo dotato di due o tre motori e con un impennaggio a T.

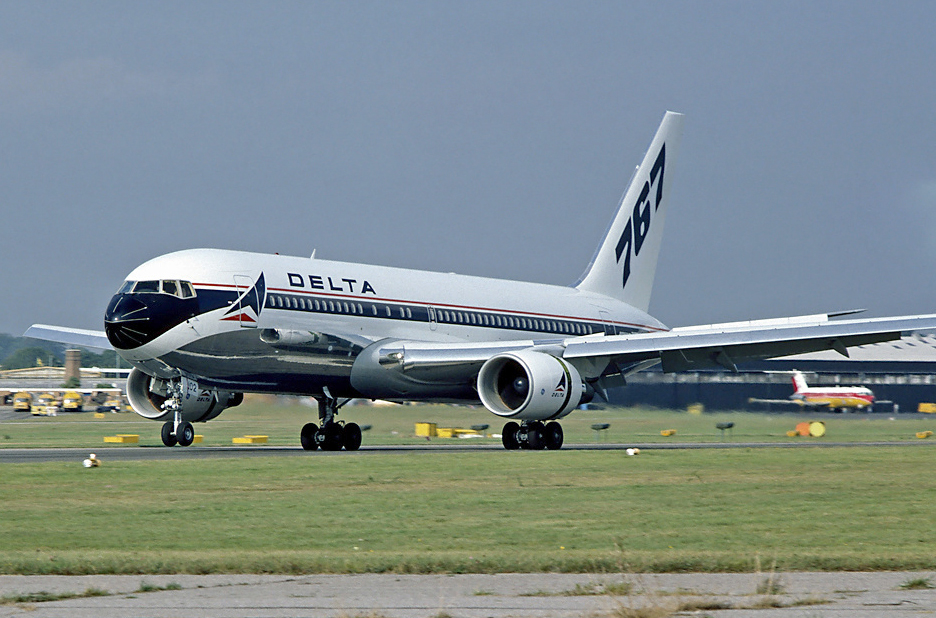
Il 7X7 avrebbe fatto il suo debutto Farnborough Airshow nel 1982 come 767-200.

Nel 1976 venne deciso che la configurazione base dell'aereo sarebbe stata caratterizzata da un bimotore jet, simile all'Airbus A300. Tale decisione riflette la maggior fiducia del settore verso l'affidabilità e l'economicità dei propulsori a reazione di nuova generazione. Mentre i requisiti delle compagnie aeree per i nuovi aeromobili wide-body rimasero ambigui, il 7X7 fu progettato in medie dimensioni e destinato ai mercati ad alta densità e cioè per trasportare un gran numero di passeggeri tra le grandi città. I progressi nella tecnologia aerospaziale civile, tra cui ad motori turboventola ad alto rapporto di diluizione, nuovi strumenti di avionica, miglioramenti aerodinamici e disponibilità di materiali più leggeri, vennero applicati al 7X7. Parallelamente, venne iniziato lo sviluppo di un nuovo aereo a fusoliera stretta, denominato inizialmente 7N7, che avrebbe dovuto utilizzare molte di queste nuove tecnologie; tale progetto si concretizzò nella nascita del Boeing 757. Tutto ciò fu possibile grazie alla ripresa dell'industria del trasporto aereo a cui si assistette verso la fine del 1970.
Durante il gennaio 1978, Boeing annunciò un importante ampliamento della sua fabbrica a Everett, per ospitare la produzione della nuova famiglia di wide-body. Nel febbraio 1978, il nuovo jet ricevette la designazione finale di 767 e furono pianificate tre varianti: il 767-100 con 190 posti, il 767-200 con 210 posti e il 767MR/LR, dotato di tre motori, con 200 posti e destinato a rotte intercontinentali. Successivamente, il 767MR/LR venne ridenominata 777 per scopi di differenziazione. Il 767 fu lanciato ufficialmente il 14 luglio 1978, quando la United Airlines ordinò 30 esemplari della variante 767-200, seguiti nello stesso anno da altri 50 ordini del medesimo modello da parte di American Airlines e Delta Air Lines. Infine, il 767-100 non fu mai prodotto essendo la sua capacità troppo simile a quella del 757, mentre il concetto di 777 a tre motori fu abbandonato in favore della standardizzazione alla configurazione bimotore.

### Sforzo di progettazione
Verso la fine degli anni 1970, i costi operativi avevano sostituito la capacità come fattore primario per la scelta dei modelli di aereo da parte delle compagnie. Di conseguenza, il processo di progettazione del 767 si focalizzò fin da subito verso l'efficienza dei consumi. La Boeing riuscì a ridurre del 20%-30% i costi del carburante, rispetto agli aeromobili precedenti, principalmente grazie alle nuove tecnologie introdotte sui motori e sull'ala. Con l'avvento di computer sempre più potenti, circa un terzo del 767 fu disegnato attraverso programmi di progettazione assistita dal calcolatore, mentre ben 26.000 ore di test vennero eseguite nella galleria del vento. La progettazione avvenne in concomitanza con quella del bireattore 757, portando la Boeing a ridurre i rischi e i costi legati allo sviluppo. Entrambi i velivoli condividono alcune caratteristiche progettuali, tra cui l'avionica, i sistemi di gestione del volo, gli strumenti e le caratteristiche di maneggevolezza. I costi di sviluppo complessivi sono stati stimati tra i 3,5 e i 4 miliardi di dollari.

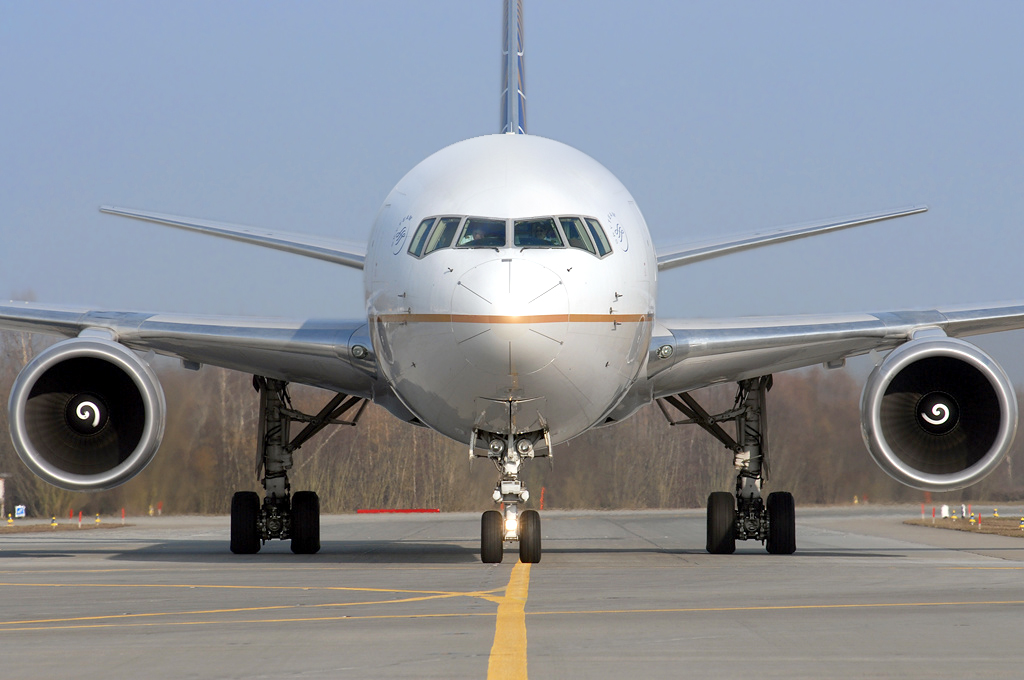
Vista frontale di un 767-400ER della Continental Airlines, che mostra il profilo della fusoliera, l'ala diedro e i motori CF6

I primi clienti del 767 ebbero la possibilità di scegliere di equipaggiare i loro velivoli con due diversi motori turboventola: il Pratt & Whitney JT9D o il General Electric CF6; questa fu la prima volta che Boeing offriva più di una scelta di motore in occasione del lancio di un nuovo aereo di linea. Entrambi i motori vantano una potenza massima di 210 kN di spinta. I motori vengono montati a circa un terzo della lunghezza dell'ala partendo dalla fusoliera, riprendendo il design dei precedenti trimotori jet wide-body. Le grandi ali furono progettate utilizzando una forma che riducesse la resistenza aerodinamica e distribuisse la portanza in modo più uniforme su tutta la superficie, aumentando la loro durata rispetto a qualsiasi precedente velivolo del costruttore. Il primo 767-200 fu studiato per poter volare in tutto il Nord America o in tutto il nord Atlantico potendo disporre di un'autonomia di 7.130 km.
La larghezza della fusoliera del 767 fu fissata a circa la metà tra quella del 707 e quella del 747, a 5,03 m., sufficiente comunque per avere file di sette posti intervallate da due corridoi, con la tipica configurazione 2-3-2. La riduzione della larghezza ha permesso di avere meno resistenza aerodinamica. Tuttavia, la fusoliera non fu abbastanza larga per ospitare due unità di carico di modello LD3 fianco a fianco, pertanto venne realizzato una unità più piccola, l'LD2, appositamente per il 767.

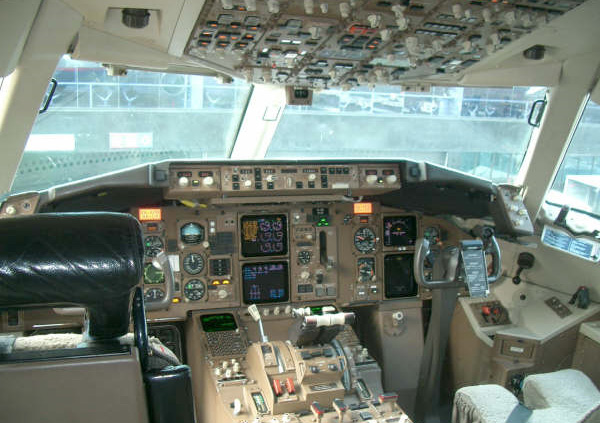
L'originale cabina di pilotaggio a due posti con glass cockpit di un 767

Il 767 fu il primo wide-body della Boeing ad essere progettato per essere condotto da un equipaggio di soli due piloti ed equipaggiato con un glass cockpit digitale. Un display a colori realizzato con un tubo a raggi catodici (CRT) e la nuova elettronica ha sostituito il ruolo del tecnico di volo, consentendo al pilota e al co-pilota di monitorare direttamente tutti sistemi di bordo. Nonostante la possibilità di ridurre i costi grazie ad un equipaggio meno numeroso, la United Airlines inizialmente chiese una tradizionale configurazione a tre persone, citando preoccupazioni circa i rischi connessi con l'introduzione di un nuovo tipo di aereo. La compagnia aerea ha mantenuto questa posizione fino a luglio 1981, quando una commissione presidenziale degli Stati Uniti ha stabilito che un equipaggio composto da due persone era sufficientemente sicuro per operare con aerei wide-body. Una cabina di pilotaggio con tre membri di equipaggio rimase come una scelta e fu installata nei primi modelli di produzione. La Ansett Australia ordinò 767 con tre membri dell'equipaggio per via di richieste sindacali; fu l'unica compagnia aerea ad operare con 767 esclusivamente così configurati. La configurazione a soli due membri di condotta fu applicata anche per il 757, consentendo così ai piloti di operare con entrambi i velivoli dopo un breve corso di conversione, e aggiungendo così incentivi per le compagnie aeree ad acquistare entrambi i modelli.

### Produzione e collaudo
Al fine di produrre il 767, la Boeing costituì una rete di subfornitori che comprese sia aziende nazionali che contraenti internazionali, in particolare l'italiana Aeritalia e la CTDC giapponese. Le ali e la cabina furono prodotti dalla sede, mentre Aeritalia fornì le superfici di controllo, la Boeing Rotorcraft Systems si occupò del bordo d'attacco delle ali e la Spirit AeroSystems realizzò parte della fusoliera. Il CTDC fornì diversi sistemi attraverso le sue aziende controllate, vale a dire la Fuji Heavy Industries (carenature dell'ala e i portelli del carrello), Kawasaki Heavy Industries (parte centrale della fusoliera) e Mitsubishi Heavy Industries (fusoliera posteriore, portelloni e coda). I componenti venivano integrati durante la fase di assemblaggio finale nella fabbrica di Everett. Per accelerare la produzione dei longheroni alari, il principale elemento strutturale che compone le ali degli aerei, nella fabbrica di Everett vennero installati dei macchinari robotici che automatizzarono il processo di foratura e l'inserimento dei fissaggi. Questo metodo di costruzione dell'ala fu una evoluzione delle tecniche già sviluppate per il 747. L'assemblaggio finale del primo velivolo iniziò il 6 luglio 1979.

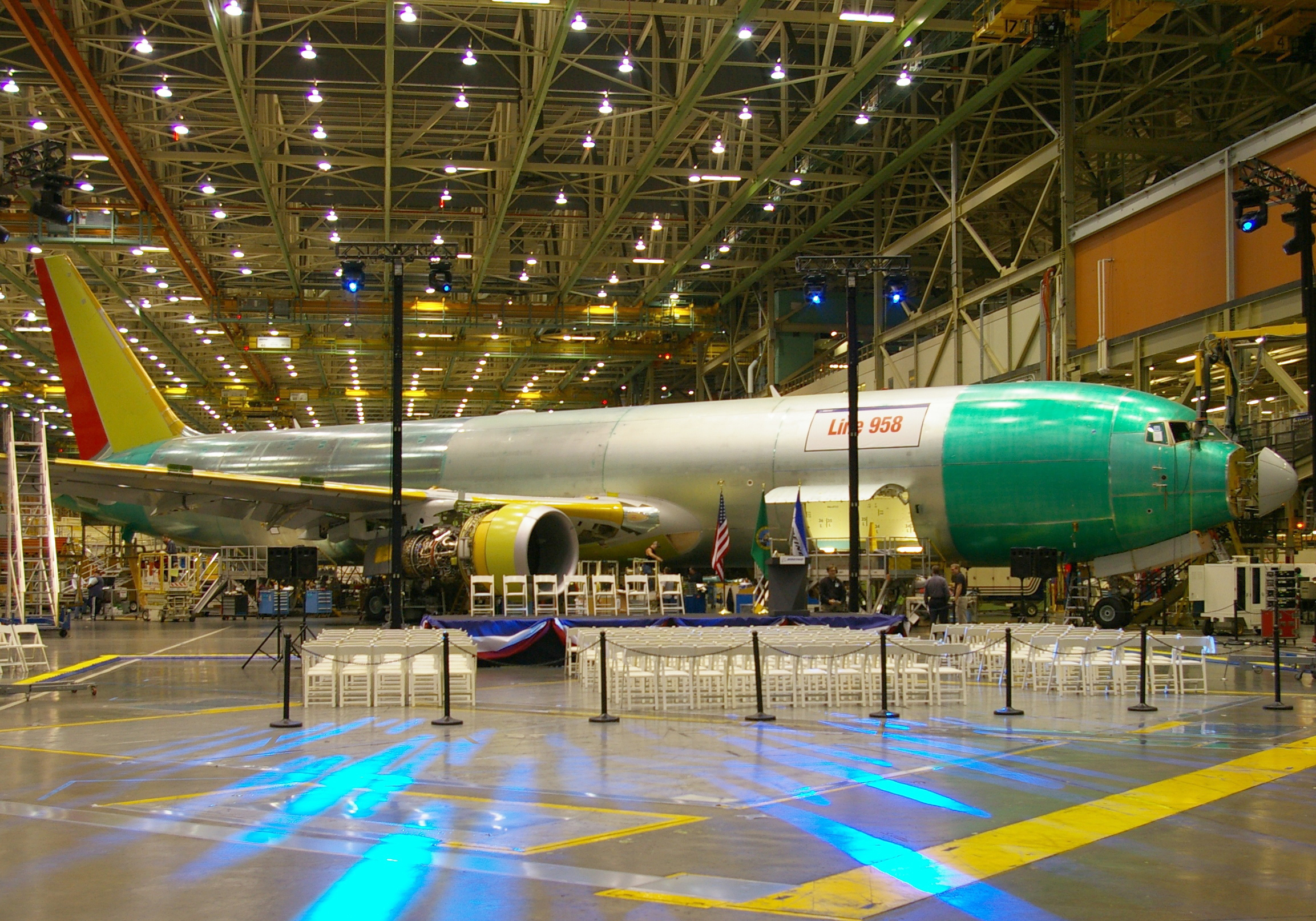
L'assemblaggio finale di un 767-300F presso lo stabilimento Boeing di Everett, ampliato per la produzione di 767 nel 1978

Il velivolo prototipo, registrato con matricola N767BA e dotato di turboventole JT9D, fece il suo roll out il 4 agosto 1981. A questo punto, il programma aveva già accumulato 173 ordini da 17 clienti, tra cui Air Canada, All Nippon Airways, Britannia Airways, Transbrasil e Trans World Airlines (TWA). Il 26 settembre del 1981, il prototipo spiccò il suo primo volo sotto il comando di piloti collaudatori della Boeing: Tommy Edmonds, Lew Wallick e John Brit. Il primo volo si dimostrò in gran parte tranquillo, salvo il verificarsi dell'impossibilità di ritirare il carrello di atterraggio a causa di una perdita di fluido idraulico. Il prototipo fu poi utilizzato per le successive prove di volo.
Il programma di test di 10 mesi utilizzò i primi sei velivoli costruiti, i primi quattro furono equipaggiati con il motore JT9D, mentre gli ultimi due con i CF6. I test riguardarono in gran parte l'avionica, i sistemi di volo, la movimentazione e le prestazioni mentre il sesto velivolo fu utilizzato per simulare dei voli lungo le rotte. Durante il test, i piloti descrissero il 767 come un aereo generalmente facile da pilotare, con una buona manovrabilità. A seguito del completamento delle 1.600 ore di test di volo, il 767-200 equipaggiato con il motore JT9D ricevette, nel luglio 1982, la certificazione dalla statunitense Federal Aviation Administration (FAA) e dalla Civil Aviation Authority (CAA) del Regno Unito. La prima consegna avvenne il 19 agosto 1982 alla United Airlines. Il 767-200 spinto dal CF6 ricevette la certificazione nel settembre del 1982, a cui seguì la prima consegna alla Delta Air Lines il 25 ottobre 1982.

## Tecnica

### Cellula

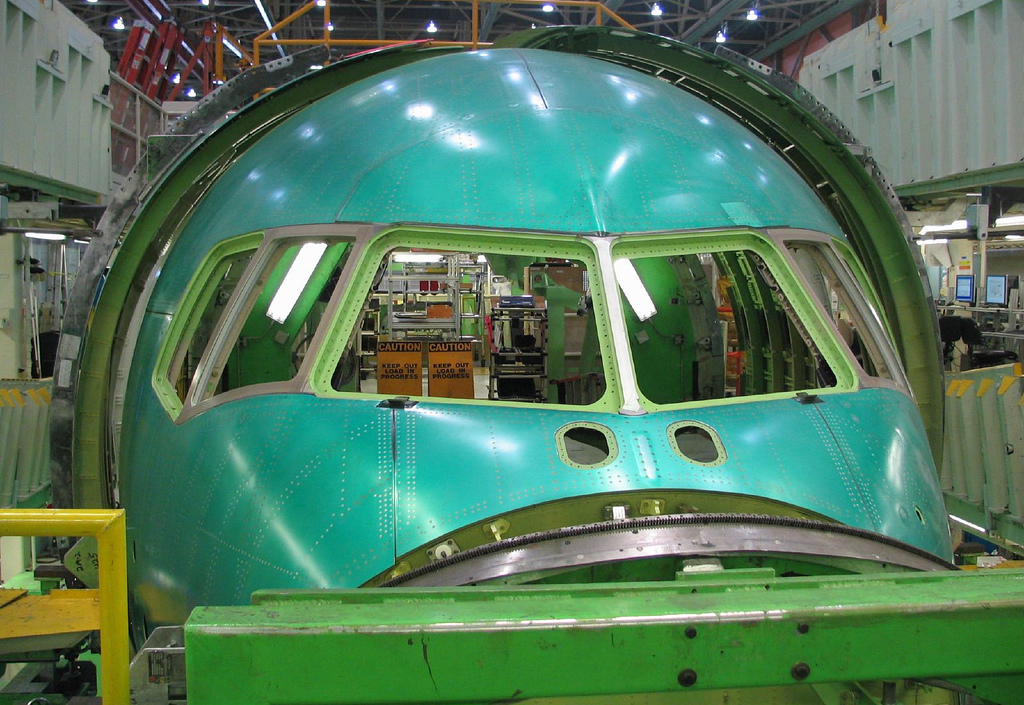
Assemblaggio della fusoliera del Boeing 767.

Il 767 è un monoplano ad ala bassa a sbalzo con un impennaggio di coda convenzionale con un solo timone e un piano orizzontale. L'ala ha un angolo di diedro positivo di 31,5 gradi ed è ottimizzata per una velocità di crociera di Mach 0,8 (858 chilometri all'ora). Ogni semiala dispone di una sezione supercritica ed è dotata di slat, flap, deflettori e alettoni. La cellula è composta da superfici in materiale composito a fibra di carbonio rinforzata, carenature e pannelli in Kevlar, oltre a leghe di alluminio migliorato, che insieme riducono il peso complessivo.
Per distribuire il peso del velivolo a terra, il 767 possiede un carrello d'atterraggio triciclo retrattile con quattro ruote su ogni carrello principale e due per il carrello anteriore. Il progetto dell'ala e del carrello è stato riproposto anche per il modello allungato, 767-300, senza grandi cambiamenti. Il 767-400ER dispone di un carrello principale più grande e più distanziato, con le ruote, i freni e gli pneumatici uguali a quelli del Boeing 777. Per evitare danni nel caso che la sezione di coda venga a contatto con la pista durante il decollo (Tailstrike), il 767-300 e il 767-400ER sono dotati di un pattino di coda retrattile. Le porte di entrata e di uscita sono posizionate vicino alla parte anteriore e posteriore del velivolo sul lato sinistro.
Oltre ai sistemi avionici condivisi e alla tecnologia informatica, il 767 utilizza la stessa unità ausiliaria di potenza, gli stessi sistemi elettrici e le parti idrauliche del Boeing 757. Una cabina di pilotaggio alla medesima altezza e lo stesso posizionamento delle finestre, rendono gli angoli di vista del pilota simili tra i due aerei. Tutte queste similitudini permettono ai piloti di operare sia con il 767 che con il 757 con la stessa abilitazione e di accumulare ore di volo che valgono per entrambi gli aerei.

### Sistemi e impianti

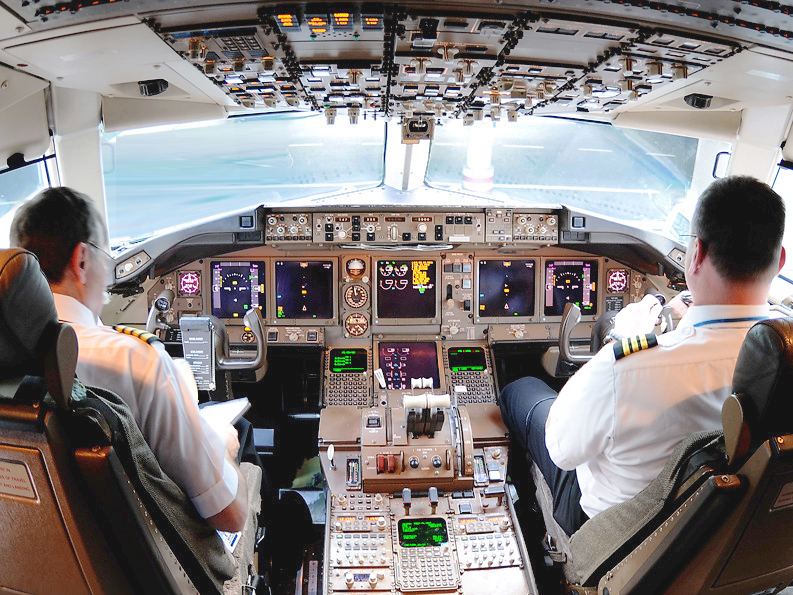
Una cabina di pilotaggio del 767-400ER aggiornata che utilizza LCD al posto dei monitor CRT.

La cabina di pilotaggio originale del 767 prevedeva l'utilizzo di sei schermi CRT Rockwell Collins per visualizzare le informazioni dell'Electronic Flight Instrument System (EFIS) e dell'Engine Indicating and Crew Alerting System (EICAS), consentendo ai piloti di gestire compiti precedentemente svolti dal tecnico di volo. I CRT hanno sostituito gli strumenti elettromeccanici tradizionali che venivano utilizzati sugli aerei precedenti. Un sistema avanzato di gestione del volo, migliorato rispetto alle versioni utilizzate sui primi 747, automatizza la navigazione e altre funzioni, mentre un sistema di atterraggio automatico facilita gli atterraggi strumentali CAT IIIb in situazioni di bassa visibilità. Il 767 è stato il primo aereo a ricevere, nel 1984, la certificazione CAT IIIb da parte della FAA per gli atterraggi con visibilità di minima di 300 m. Sul 767-400ER, il design della cabina di pilotaggio è stato semplificato ulteriormente con sei schermi a cristalli liquidi (LCD) Rockwell Collins, simili a quelli del 777 e delle successive generazioni del 737. Per mantenere una continuità operativa, gli schermi LCD possono essere programmati per visualizzare le informazioni nello stesso modo che avveniva con gli schermi CRT. Nel 2012, la Boeing e Rockwell Collins hanno proposto un ulteriore aggiornamento della cabina di pilotaggio, basata sul progetto del 787, per il 767 in cui vi sono tre schermi LCD di grande formato che permettono di visualizzare due finestre di dati ciascuno.
La 767 è dotato di tre sistemi idraulici ridondanti per il funzionamento delle superfici di controllo, del carrello di atterraggio e di altri dispositivi. Ogni motore fornisce potenza ad un sistema idraulico separato, mentre il terzo sistema utilizza pompe elettriche. Una ram air turbine è stata installata per fornire energia per i controlli basilari in caso di emergenza. È stata impiegata una prima versione di controlli fly-by-wire per il funzionamento degli spoiler, utilizzando segnali elettrici al posto dei tradizionali cavi di controllo. Il sistema fly-by-wire riduce il peso e permette il funzionamento indipendente dei singoli spoiler.

### Interni
Il 767 dispone di una cabina passeggeri a doppio corridoio con una configurazione tipica di sei sedili affiancati in business class e sette in classe economica. L'allestimento standard delle file di sedili in economica di 2-3-2 garantisce circa l'87% di tutti i posti vicino ad un finestrino o al corridoio. È anche possibile configurare il velivolo con posti extra per un massimo di 8 per fila, ma ciò si traduce in uno spazio ristretto e per cui questa soluzione è rara.
Il 767 vanta l'introduzione di cappelliere più grandi e un numero superiore di toilette rispetto ai velivoli precedenti. Le cappelliere, in particolare, permettono di accogliere le custodie per abiti senza piegature e sono rafforzate per i bagagli a mano più pesanti. Un'unica, grande cucina è stata installata vicino alle porte anteriori, permettendo un servizio pasto più efficiente e un più semplice rifornimento durante la sosta negli aeroporti.
Nel 2000, lo stile interno del 777 noto come Boeing Signature Interior, ha debuttato sul 767-400ER. In seguito è stato adottato per tutti i nuovi modelli di 767. Questi interni sono caratterizzati da portabagagli interni ancora più grandi, illuminazione indiretta e pannelli curvi. Il 767-400ER è stato equipaggiato anche con finestrini più grandi derivati dal 777. Anche i 767 più vecchi possono essere adattati con i nuovi interni.  Alcuni operatori hanno adottato una modifica più semplice conosciuta come Enhanced Interior,, caratterizzata da pannelli curvi posti nel soffitto e una illuminazione indiretta con modifiche minime nell'architettura della cabina, e modifiche posteriori come il pacchetto "NuLook 767" della Heath Tecna.

## Impiego operativo

### Entrata in servizio e operatività
Il 767 entrò in servizio con la United Airlines l'8 settembre 1982 e il primo volo commerciale fu sulla tratta Chicago-Denver. Il modello propulso dal CF6 debuttò circa tre mesi più tardi con la Delta Air Lines. Al momento della consegna, i primi 767 furono dispiegati principalmente sulle rotte nazionali, oltre a quelle transcontinentali per e da gli Stati Uniti. L'American Airlines e la TWA iniziarono a operare con il 767-200 alla fine del 1982, mentre Air Canada, China Airlines e El Al iniziarono ad utilizzarlo l'anno successivo. L'introduzione del velivolo fu relativamente tranquilla, con solo qualche difetto di funzionamento, dimostrando una maggiore affidabilità rispetto ai jet precedenti. Nel suo primo anno, il 767 registrò il 96,1% di decolli senza problemi tecnici, un dato che superò la media del tempo per i nuovi aeromobili. Le compagnie aeree espressero giudizi generalmente favorevoli per i livelli di rumore del bireattore, per il comfort interno e per le prestazioni economiche. I problemi da risolvere furono minori, come la ricalibrazione di un sensore all'avanguardia, la sostituzione di un dispositivo per la chiusura dello scivolo di evacuazione e la riparazione di un perno sul piano di coda per soddisfare alcune specifiche di produzione.

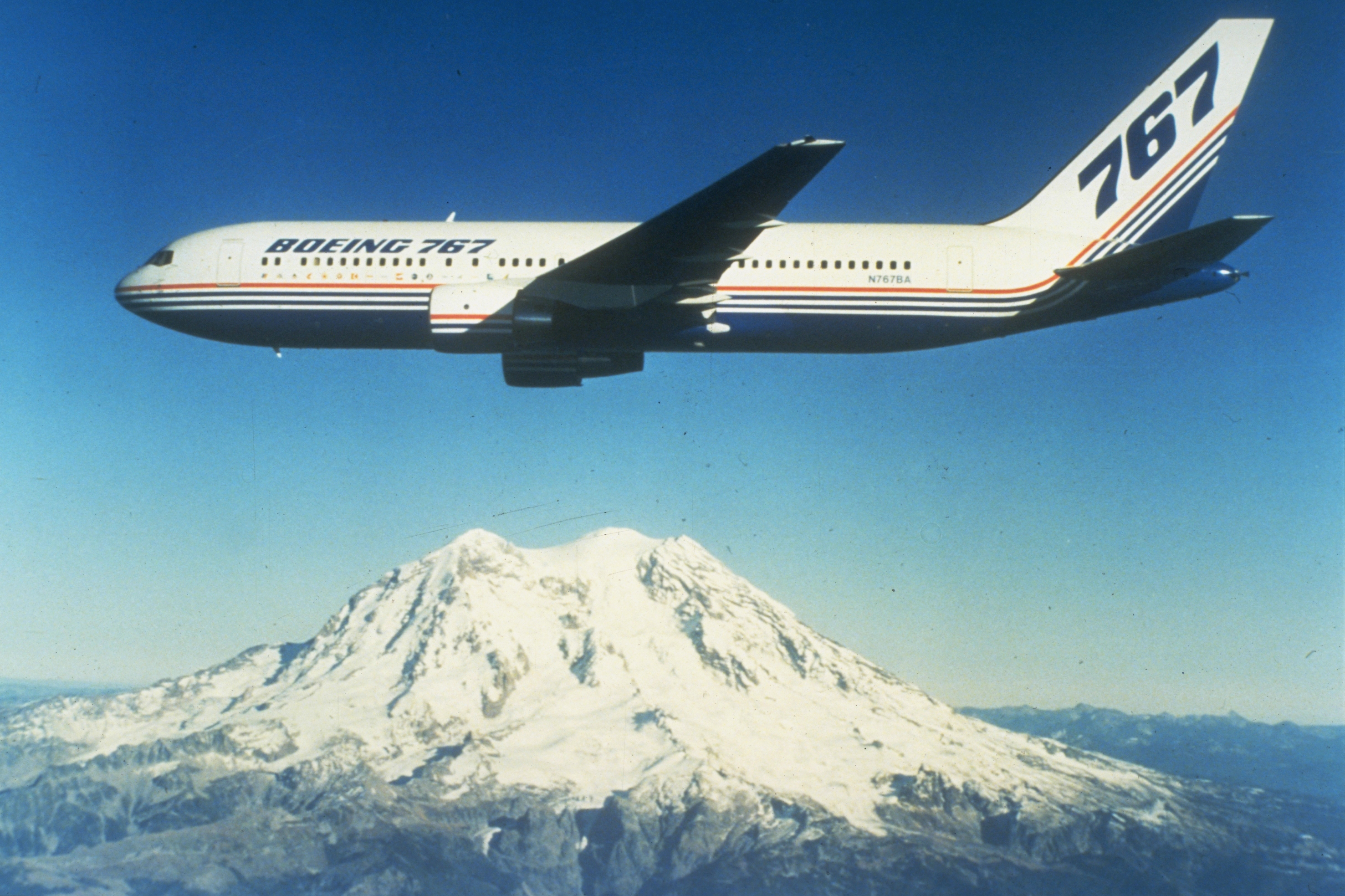
Il primo 767-200 costruito, N767BA, in volo nei pressi di Monte Rainier nel 1980.

Cercando di sfruttare il potenziale del suo nuovo wide-body, Boeing offrì anche un modello dotato di un'autonomia estesa, il 767-200ER, già durante il suo primo anno di servizio e nel dicembre 1982, l'Ethiopian Airlines si aggiudicò il primo ordine. Caratterizzato da un aumento del peso al decollo e da una maggiore capacità di carburante, il modello ad autonomia estesa fu progettato per trasportare carichi più pesanti in un raggio di 11.825 km e fu pensato in particolare per i clienti d'oltremare. Il 767-200ER entrò in servizio con El Al il 27 marzo 1984. Questo modello è stato ordinato principalmente da compagnie aeree internazionali che operano in voli a lunga percorrenza e di medio traffico.
A metà degli anni 1980, il 767 fece da apripista per la crescita dei voli bimotore in tutto il nord Atlantico per quanto riguarda i regolamenti Extended-range Twin-engine Operational Performance Standard (acronimo di ETOPS, in italiano "Parametro di Prestazione Operativa per bimotori a gamma estesa"), ovvero le norme di sicurezza della statunitense FAA che disciplinano i voli transoceanici da parte di un aeromobile dotato di due motori. Prima del 767, le rotte che passavano sopra il mare, potevano essere percorse dai bimotori jet solo su rotte che non si discostavano più di 90 minuti di volo da aeroporti operativi. Nel maggio del 1985, la FAA estese tale regola a 120 minuti i voli ETOPS operati con il 767 e dunque gli permise di volare su rotte d'oltremare fino a due ore di distanza dalla costa. L'estensione dei margini di sicurezza furono autorizzati per via di una dimostrata maggior affidabilità dal velivolo e dai suoi due motori. La FAA prolungò ulteriormente, nel 1989, il tempo ETOPS a 180 minuti per il 767 equipaggiato dal CF6, mentre dal 1993 tutte le motorizzazioni disponibili ricevettero uguale approvazione. Tutto ciò si tradusse in uno stimolo per l'utilizzo del 767 sui voli transoceanici e incrementò le sue vendite.

### Derivati allungati
Prevedendo un interesse da parte delle compagnie aeree per modelli di più grandi capacità, la Boeing annunciò, nel 1993, il modello 767-300 allungato e, l'anno seguente, il 767-300ER dotato di un'autonomia più estesa. Entrambi i modelli offrivano un aumento del 20% della capacità di passeggeri, mentre il versione extended range fu capace di voli fino a 11.090 km. La Japan Airlines fece il primo ordine per un 767-300 nel settembre 1983; il primo volo avvenne il 30 gennaio 1986, ed entrò in servizio il 20 ottobre seguente. Il 767-300ER fece il volo inaugurale il 9 dicembre 1986, ma non vi furono ordini fino a marzo 1987 quando l'American Airlines si interessò al velivolo facendolo poi debuttare in servizio il 3 marzo 1988. Dopo essere stati introdotti in linea, il 767-300 e il 767-300ER guadagnarono presto popolarità.
Dopo il debutto dei primi 767 allungati, la Boeing cercò di venire incontro delle richieste delle compagnie aeree di poter disporre di maggior capacità, proponendo modelli più grandi, tra cui una versione parzialmente a due piani, costituito da una sezione della fusoliera del 757 montata sopra la parte anteriore della fusoliera principale. Nel 1986, il produttore annunciò il 767-X, un modello rivisto con ali estese e una cabina più ampia, ma tale proposta ricevette poco interesse. Nel 1988, il 767-X si evolse in un nuovissimo bireattore, che riprese la designazione di Boeing 777. Fino al 1995 con il debutto del 777, il 767-300 e il 767-300ER erano gli aerei più grandi della Boeing, dietro solo al 747.

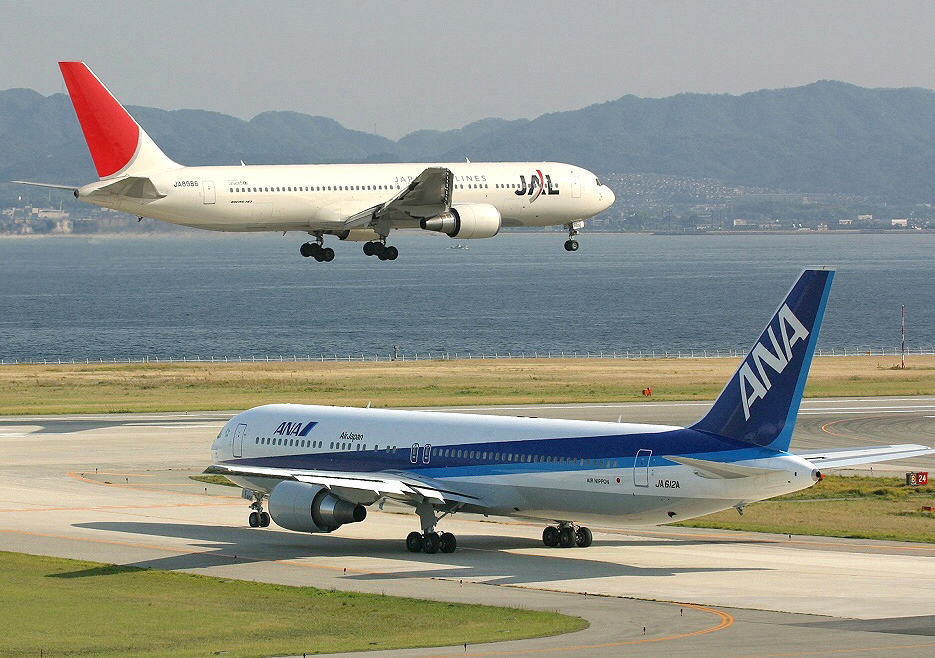
Un JAL 767-300 atterra di fronte a un ANA 767-300ER al Kansai Airport. I -300 e -300ER varianti rappresentano quasi i due terzi di tutti i 767 venduti.

Grazie ad un recupero dell'economia globale e all'approvazione ETOPS, le vendite dei 767 accelerarono verso la fine degli anni 1980 e il 1989 fu l'anno più prolifico con 132 ordini in coda. A partire dai primi anni 1990 il 767 divenne l'aereo di linea più utilizzato per i voli transatlantici tra il Nord America e l'Europa. Alla fine del decennio, i 767 attraversavano l'Atlantico più frequentemente di tutti gli altri modelli di aeromobili messi insieme. Il 767 favorì anche la crescita di voli point-to-point che superavano i principali hub delle compagnie aeree a favore dei collegamenti diretti. Approfittando della riduzione dei costi operativi offerti dal velivolo e dalla capacità più piccola, gli operatori aggiunsero voli non-stop a centri abitati secondari, eliminando così la necessità di voli in coincidenza. L'aumento del numero delle città che ricevono servizi non-stop portò ad un cambiamento nell'organizzazione dell'industria del trasporto aereo e il modello point-to-point acquisì importanza a scapito del tradizionale hub and spoke.
Nel febbraio 1990, il primo 767 dotato di turboventole Rolls-Royce RB211 fu consegnato alla British Airways. Sei mesi più tardi, la compagnia aerea dovette sospendere temporaneamente la sua intera flotta di 767 dopo aver scoperto crepe nei piloni di sostegno dei motori su alcuni velivoli. Ciò fu dovuto al maggior peso, circa 1.000 kg, degli RB211 rispetto agli altri motori. Durante la messa a terra, furono condotte modifiche provvisorie per alleviare lo stress sui piloni, mentre una riprogettazione delle parti, avvenuta nel 1991, impedì ulteriori crepe. La Boeing eseguì una nuova valutazione strutturale, con una conseguente modifica nella produzione ai piloni dei motori di tutti i 767 in servizio.

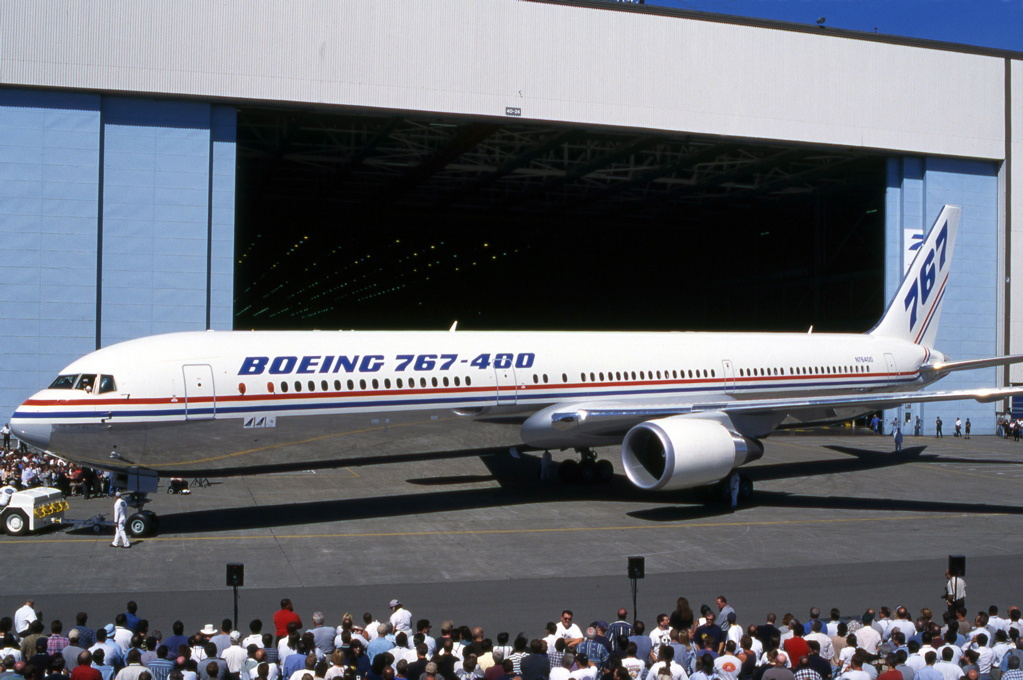
Il Boeing 767-400ER è stato presentato pubblicamente il 26 agosto 1999.

Nel gennaio 1993, a seguito di un ordine da parte di UPS Airlines, Boeing lanciò una variante cargo, il 767-300F, che entrò in servizio con UPS il 16 ottobre 1995. Il 767-300F fu caratterizzato da una porta più grande per il ponte di carico, un carrello di atterraggio aggiornato e una struttura alare rafforzata. Nel novembre 1993, il governo giapponese ordinò la prima versione militare del 767 derivata militare, l'E-767, un aereo di tipo AWACS basato sul 767-200ER. I primi due E-767, dotati di ampie modifiche al fine di ospitare i radar e le altre apparecchiature di sorveglianza, furono consegnati nel 1998 alla Japan Self-Defense Forces.
Nel novembre 1995, dopo aver abbandonato lo sviluppo di una versione più piccola del 777, la Boeing annunciò che stava rivisitando gli studi per una versione più grande del 767. La proposta di un 767-400X avrebbe offerto un aumento del 12% della capacità rispetto al 767-300, con una avionica aggiornata, maggiori spazi interni e una più ampia apertura alare. La variante fu specificatamente pensata per la sostituzione da parte della Delta Air Lines dei suoi vecchi Lockheed L-1011 TriStar e per far fronte alla concorrenza dell'A330-200, un derivato dell'Airbus A330. Nell'ottobre 1997, anche la Continental Airlines fece un ordine per il 767-400ER al fine di sostituire la sua flotta di McDonnell Douglas DC-10. Quest'ultimo modello fece il suo primo volo il 9 ottobre 1999 ed entrò in servizio con la Continental Airlines il 14 settembre 2000.

### Ulteriori sviluppi

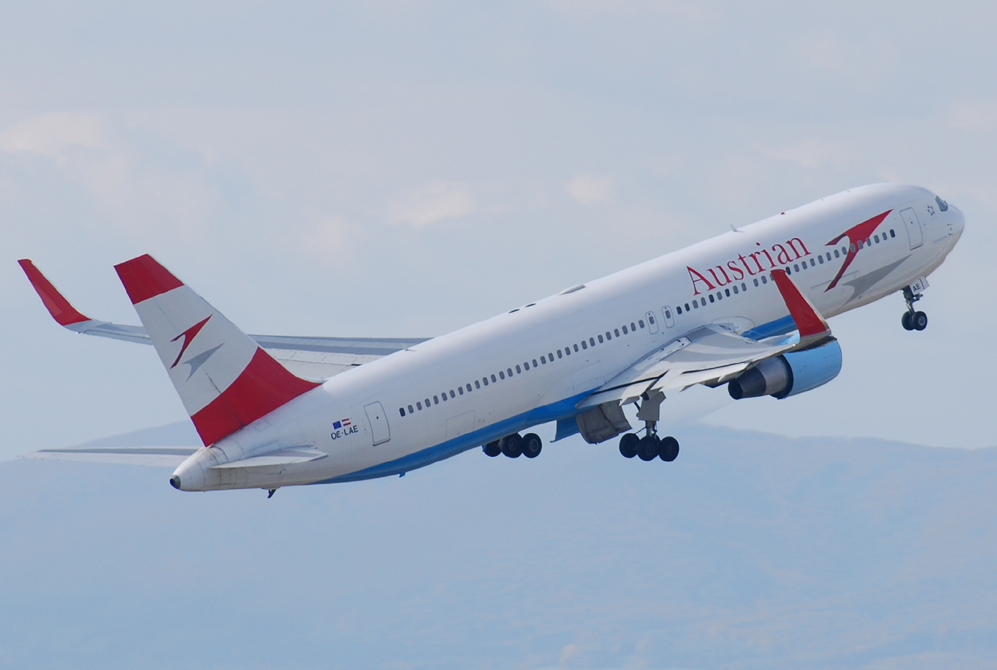
Un 767-300ER della Austrian Airlines dotato di winglets, che riducono la portanza-resistenza indotta e migliorano l'efficienza dei consumi.

Nei primi anni 2000, le consegne complessive del 767 si avvicinarono a 900, ma vi fu un calo nei nuovi ordini a causa di una crisi dell'industria aerea. Nel 2001, la Boeing abbandonò i progetti per un modello a più lungo raggio, il 767-400ERX, a favore della proposta del Sonic Cruiser, un nuovo aereo di linea che avrebbe dovuto volare il 15% più veloce, pur avendo consumi simili al 767. L'anno successivo, il produttore annunciò il KC-767 Tanker Transport, un secondo derivato militare del 767-200ER. Lanciato con un ordine nel mese di ottobre 2002 da parte dell'Aeronautica Militare Italiana, il KC-767 fu progettato sia per il ruolo di trasporto carichi che di rifornimento di altri aerei. Nel marzo 2003, il governo giapponese divenne il secondo cliente.
Alla fine del 2002, dopo che le compagnie aeree avevano espresso dubbi circa la velocità e il contenimento dei costi, la Boeing fermò lo sviluppo del Sonic Cruiser, per poi annunciare l'anno successivo il 7E7, un successore del 767 di medie dimensioni realizzato in materiali compositi che prometteva di avere un consumo di carburante il 20% inferiore. I accolsero con entusiasmo il 7E7, in seguito ribattezzato Boeing 787 Dreamliner e nel giro di due anni divenne l'aereo di linea venduto più velocemente nella storia della società. Nel 2005, la Boeing decise di continuare la produzione del 767 nonostante le vendite record del Dreamliner, considerando la necessità di fornire ai clienti in attesa del 787 con una soluzione facilmente disponibile. In seguito, il 767-300ER fu offerto ai clienti che subirono i ritardi nella messa in volo del 787, tra cui All Nippon Airways e Japan Airlines. Per estendere la vita operativa degli aerei più vecchi, le compagnie aeree dovettero aumentare gli interventi di manutenzione maggiori, tra cui i controlli di tipo "D" e le ispezioni per la corrosione, un problema ricorrente nei 767 vecchi. Alla fine, i primi 787 entrarono in servizio con la All Nippon Airways, nel mese di ottobre 2011, tre anni e mezzo di ritardo rispetto alle previsioni.

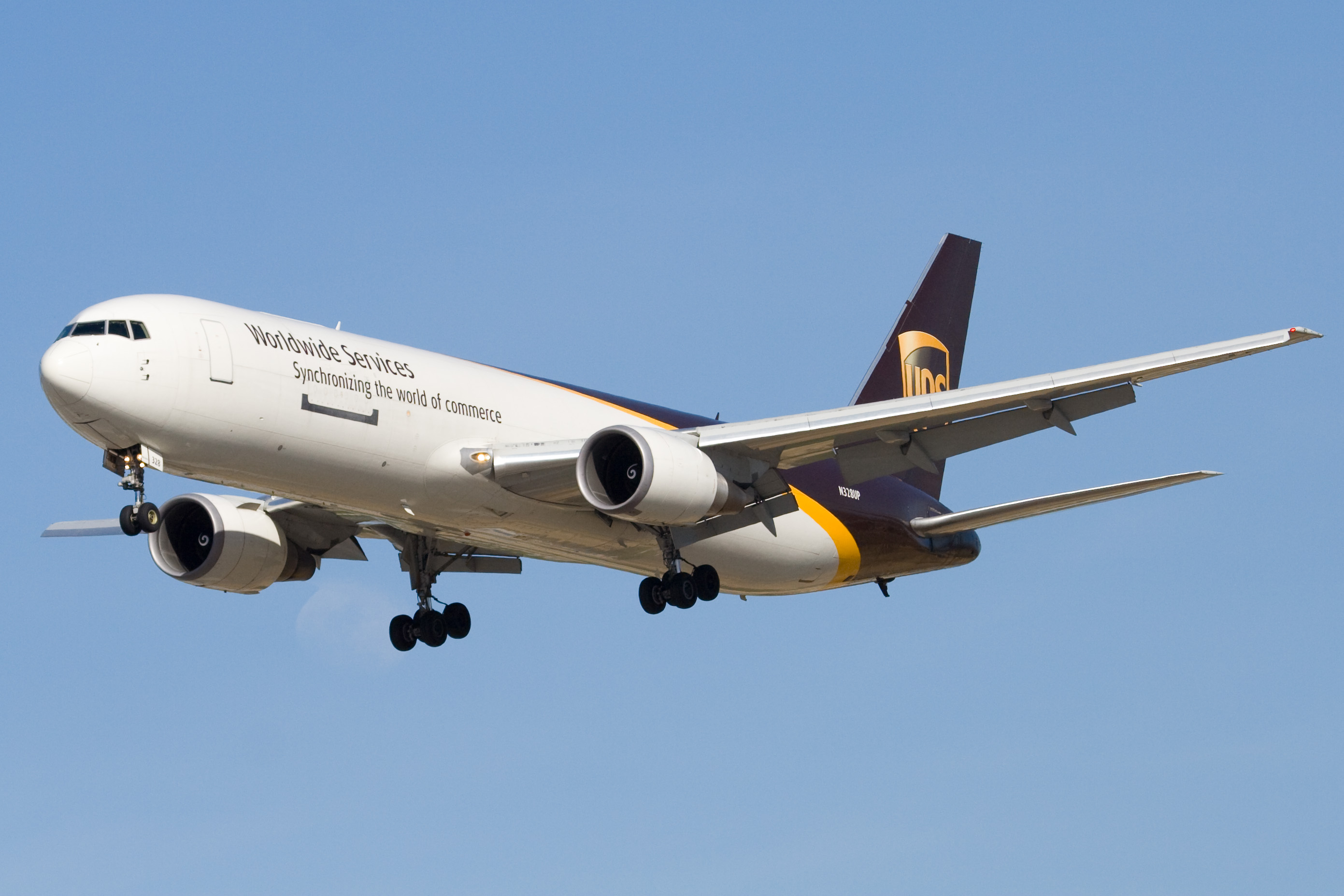
UPS, l'operatore maggiore del 767-300F.

Nel 2007, il 767 ricevette una nuova spinta nella produzione quando UPS e DHL Aviation collocarono 33 ordini per il modello 300F. Tuttavia, l'anno successivo gli ordini netti scesero a 24 e a soli tre nel 2010.
Nello stesso periodo, le compagnie aeree aggiornarono i loro velivoli già in servizio: nel 2008, il primo 767-300ER equipaggiato con winglets realizzate da Aviation Partners Incorporated debuttò con American Airlines. Grazie alle winglets si stima che l'aereo abbia guadagnato il 6,5% di efficienza in termini di consumo di carburante. Anche altri vettori, tra cui All Nippon Airways e Delta Air Lines, aggiunsero le appendici alle ali dei propri velivoli.
Il 2 febbraio 2011, il 1000° 767 prodotto venne consegnato a All Nippon Airways, il 91° 767-300ER ordinato dal vettore giapponese, e con il suo completamento il 767 divenne il secondo aereo wide-body a raggiungere il traguardo delle mille unità dopo il 747. Il velivolo numero 1000 segnò anche l'ultimo modello prodotto presso l'originale linea di assemblaggio del 767. A cominciare dal velivolo successivo, la produzione venne trasferita in un'altra area della fabbrica di Everett che occupava quasi la metà dello spazio precedentemente destinato alla produzione del 767. La nuova linea di montaggio dovette far spazio alla produzione del 787 con l'obiettivo di aumentarne l'efficienza produttiva di oltre il 20%.
In occasione dell'inaugurazione della sua nuova linea di montaggio, la coda degli ordini del 767 era di circa 50, sufficiente perché la produzione durasse solo fino al 2013. Nonostante ciò, i dirigenti della Boeing espressero ottimismo sostenendo che ulteriori ordini fossero imminenti. Il 24 febbraio 2011, l'USAF annunciò di scegliere il KC-767 Tanker avanzato, una variante aggiornata del KC-767, per il suo programma di rinnovamento della flotta.
Nel dicembre 2011, la FedEx Express firmò un ordine per 27 aeromobili 767-300F per sostituire i suoi DC-10 cargo e nel giugno dell'anno seguente annunciò un ulteriore accordo per l'acquisto di altri 19 esemplari della variante -300F. Il 21 luglio 2015 FedEx ha annunciato un ordine per 50 767-300F con opzioni su altri 50, il più grande ordine per il tipo.

### Incidenti

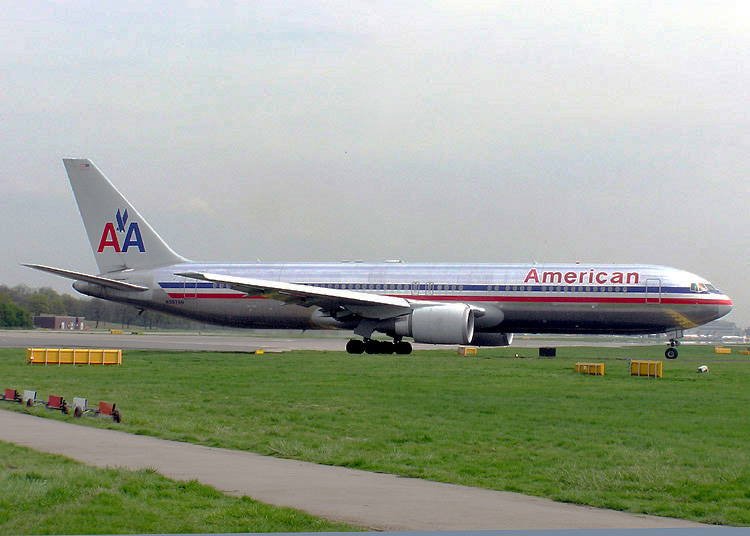
Un Boeing 767 della American Airlines

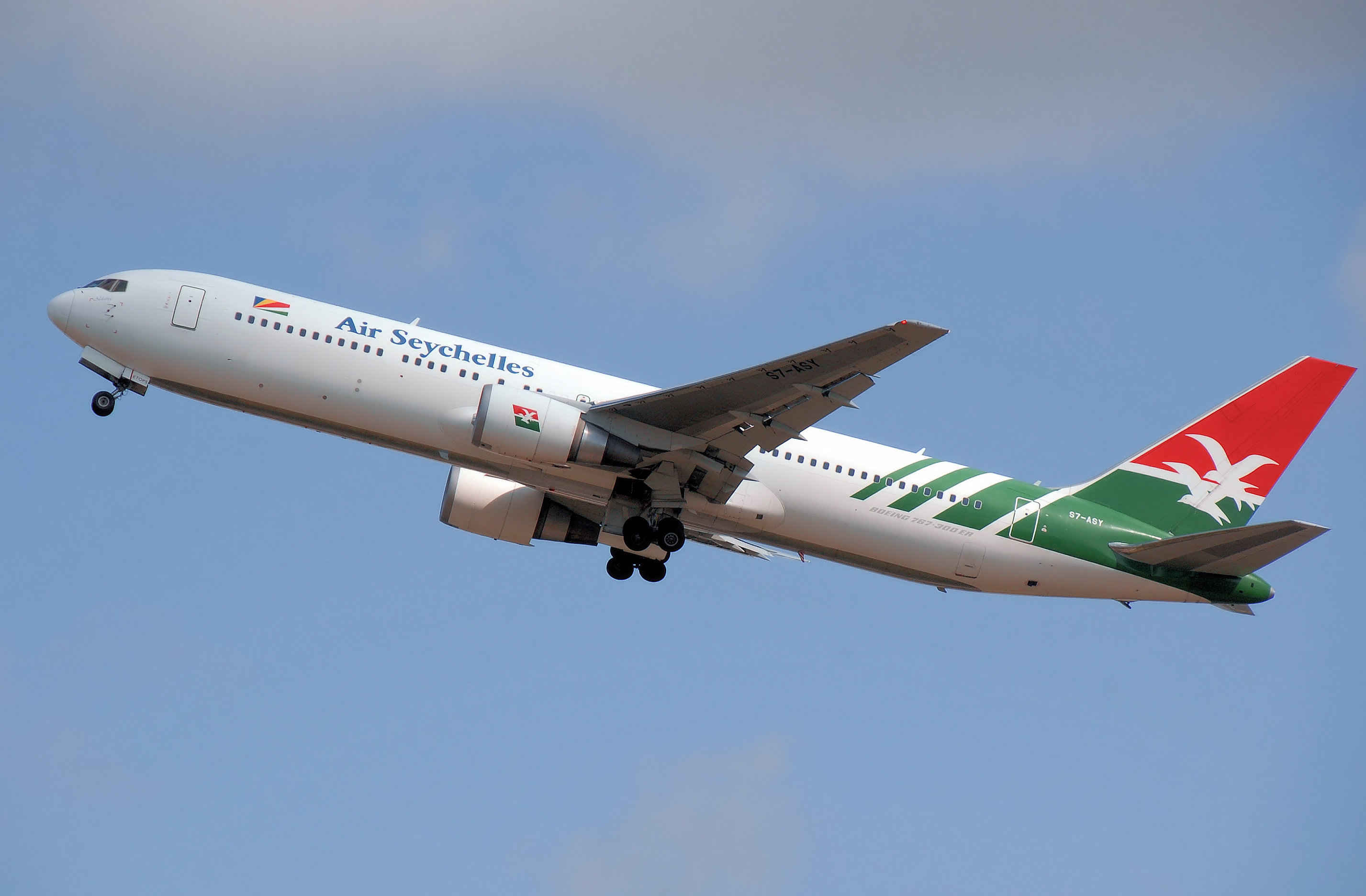
Un Boeing 767 della Air Seychelles

- Gimli Glider: il 23 luglio 1983 il volo Air Canada 143 finì il carburante in quanto il Boeing 767 è stato il primo aereo ad avere gli indicatori del combustibile in litri e non in galloni. L'aereo fece uno scalo tecnico ma non rifornì in quanto secondo i calcoli c'era abbastanza carburante per arrivare a destinazione. Tornato in volo, dopo poco tempo entrambi i motori dell'aereo si spensero contemporaneamente e l'aereo fu costretto ad una lunghissima planata fino all'atterraggio. Non ci furono vittime grazie alla bravura del comandante Bob Pearson che era anche un esperto pilota di alianti. L'aereo fu ribattezzato Gimli Glider (l'aliante di Gimli).
- Thailandia: (Volo Lauda Air 004)il 26 maggio 1991 Durante il volo Bangkok-Vienna operato da Lauda Air, per motivi mai precisamente chiariti, l'azionamento dell'inversore di spinta sul motore 1 causò lo stallo del velivolo. La conseguente discesa incontrollata, mandò in pezzi prima il timone, poi l'intero piano di coda, seguiti, a causa delle torsioni, da ali e fusoliera, per finire nella giungla. Morirono tutte le 223 persone a bordo.
- Volo Ethiopian Airlines 961: il 23 novembre 1996 il volo 961 della Ethiopian Airlines fu dirottato, finì il carburante e si schiantò nell'oceano Indiano vicino alle isole Comore. Delle 175 persone a bordo, 123 morirono.
- Il 31 ottobre 1999 il volo 990 della EgyptAir in rotta da New York verso Il Cairo si schiantò nell'oceano Atlantico poco dopo il decollo. Nessun superstite tra le 217 persone a bordo. Dopo quasi 3 anni di indagini gli americani (NTSB) e gli egiziani (ECAA) non trovarono un punto di incontro e giunsero a conclusioni completamente diverse: per gli americani fu il primo ufficiale che volontariamente fece schiantare l'aereo commettendo un omicidio/suicidio per vendetta nei confronti di alcuni suoi superiori; per gli egiziani fu un guasto agli elevatori che rese l'aereo ingovernabile facendolo schiantare.
- Due Boeing 767 sono stati coinvolti negli attentati dell'11 settembre 2001. Il volo American Airlines 11, un 767-223ER, si schiantò nella torre nord del World Trade Center, uccidendo le 92 persone a bordo. Il volo United Airlines 175, un 767-222, si schiantò nella torre sud, uccidendo le 65 persone a bordo.
- Il 10 maggio 2007 un Boeing 767 della Austrian Airlines con più di 200 persone a bordo e con destinazione Vienna, Austria effettuò un atterraggio d'emergenza dopo il decollo dall'aeroporto di New York-John Kennedy. Alle 19:30 l'aereo riatterrò all'aeroporto di New York causa del fumo segnalato in cabina di pilotaggio.
- Volo Polskie Linie Lotnicze LOT 016: il 1º novembre 2011 alle ore 14:30 un boeing Boeing 767-300ER della compagnia aerea polacca di bandiera, Polskie Linie Lotnicze LOT, ha effettuato un atterraggio d'emergenza all'aeroporto di Varsavia-Okęcie perché constatava problemi al carrello d'atterraggio. L'aereo, soprannominato Poznań, era partito dall'Aeroporto Internazionale di Newark-Liberty con numero di registrazione SP-LPC e numero di serie 28656. A bordo dell'aereo c'erano 220 passeggeri e 11 persone dell'equipaggio, fra cui due piloti, Tadeusz Wrona e Jerzy Szwarc.[110][111][112]

## Versioni

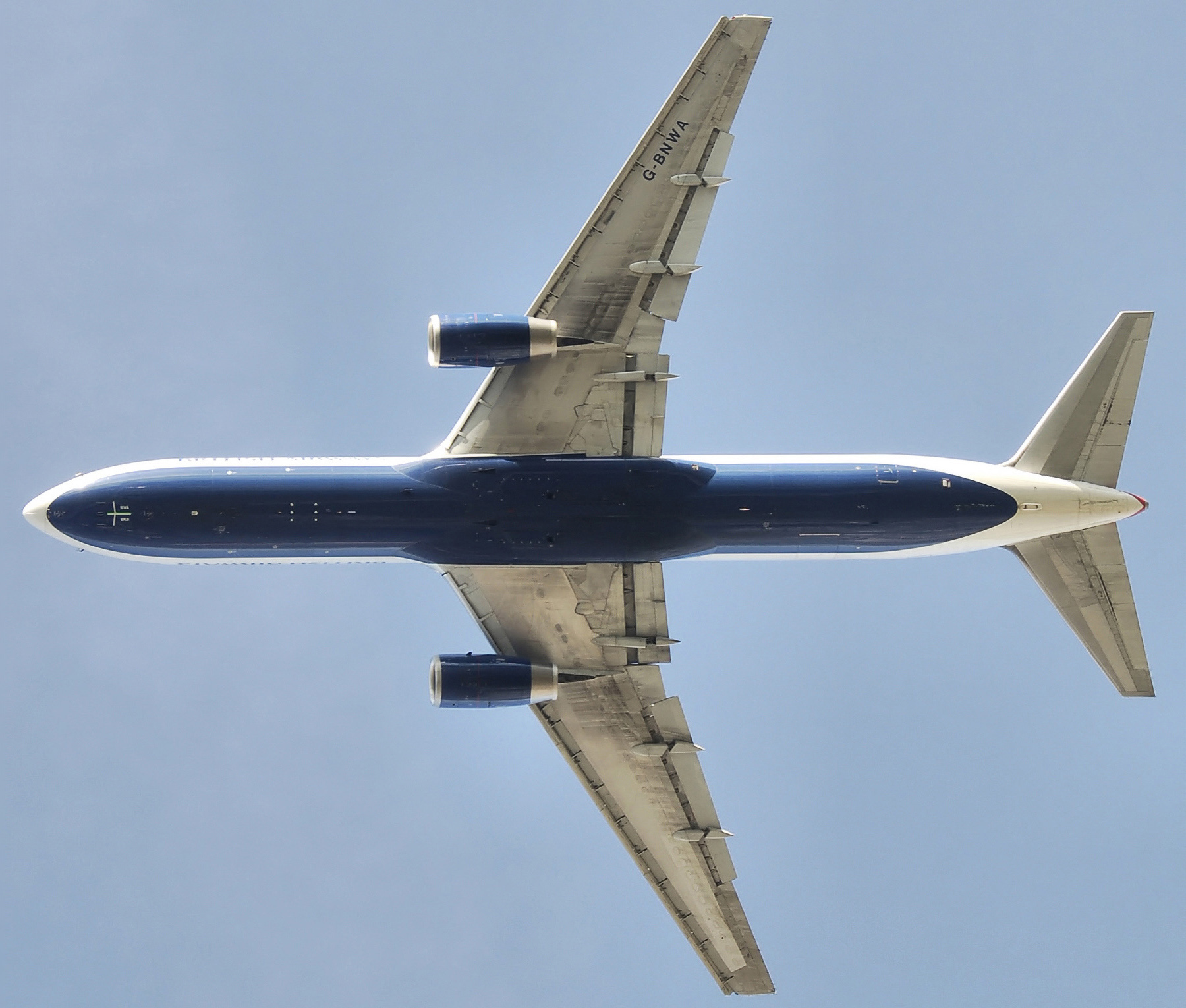
Un 767-300ER della British Airways, con i flap dispiegati dopo il decollo.

Il 767 è stato prodotto in tre modelli dotati di una fusoliera di diversa lunghezza. Questi sono stati introdotti sul mercato progressivamente come il 767-200, 767-300 e il 767-400ER, rispettivamente dal più piccolo al più grande. Le varianti dotate di una maggior autonomia includono il 767-200ER e 767-300ER, mentre i modelli destinati al servizio cargo comprendono il 767-300F e le conversioni dei modelli passeggeri 767-200 e 767-300.
Quando fanno riferimento alle diverse varianti, la Boeing e le compagnie aeree spesso accorciano il nome dell'aereo (767) e la designazione della variante (ad esempio -200 o -300) in una forma troncata (ad esempio, "762" o "763"). La International Civil Aviation Organization (ICAO) utilizza una designazione simile, ma aggiunge precedentemente una lettera relativa al costruttore; tutte le varianti basate sul 767-200 e 767-300 sono così classificate con i codici "B762" e "B763", rispettivamente, mentre il 767-400ER riceve la designazione di "B764".

### 767-200
Il 767-200 è stato il modello originale ed entrò in servizio con la United Airlines nel 1982. Questo modello è stato utilizzato principalmente dalle compagnie aeree statunitensi per le rotte nazionali tra le più importanti città e tra i più importanti hub, quali Los Angeles e Washington. Il 767-200 è stato il primo aereo ad essere utilizzato su voli transatlantici con certificazione ETOPS, a cominciare dalla TWA il 1º febbraio 1985, con le regole di deviazione di 90 minuti. questo modello raggiunse le 128 consegne. I suoi diretti concorrenti di mercato inclusero l'Airbus A300 e l'A310.
Alla fine degli anni 1980, venne terminata la produzione del 767-200 per via dell'introduzione del 767-200ER, dotato di una maggiore autonomia. Alcuni modelli di 767-200 sono stati successivamente aggiornati per l'estensione dell'autonomia. Nel 1998, la Boeing iniziò ad offrire una conversione del-200 al 767-200SF (Special Freighter) con specifiche per l'uso cargo e la Israel Aerospace Industries ottenne, a partire dal 2005, la licenza per eseguire tali modifiche. Il processo di conversione prevede l'installazione di una porta laterale per il carico, un rafforzamento del pavimento e l'installazione di apparecchiature aggiuntive per il monitoraggio e la sicurezza del trasporto. Il 767-200SF si è posizionato come un sostituto per il Douglas DC-8 cargo.

### 767-2C
Una versione commerciale cargo del Boeing 767-200, dotato della ali della serie -300 e una cabina di pilotaggio aggiornata, ha volato per la prima volta il 29 dicembre 2014. Una variante militare destinata ad aerocisterna per il rifornimento in volo del Boeing è stata sviluppata per la Air Force statunitense, come il KC-46.

### 767-200ER

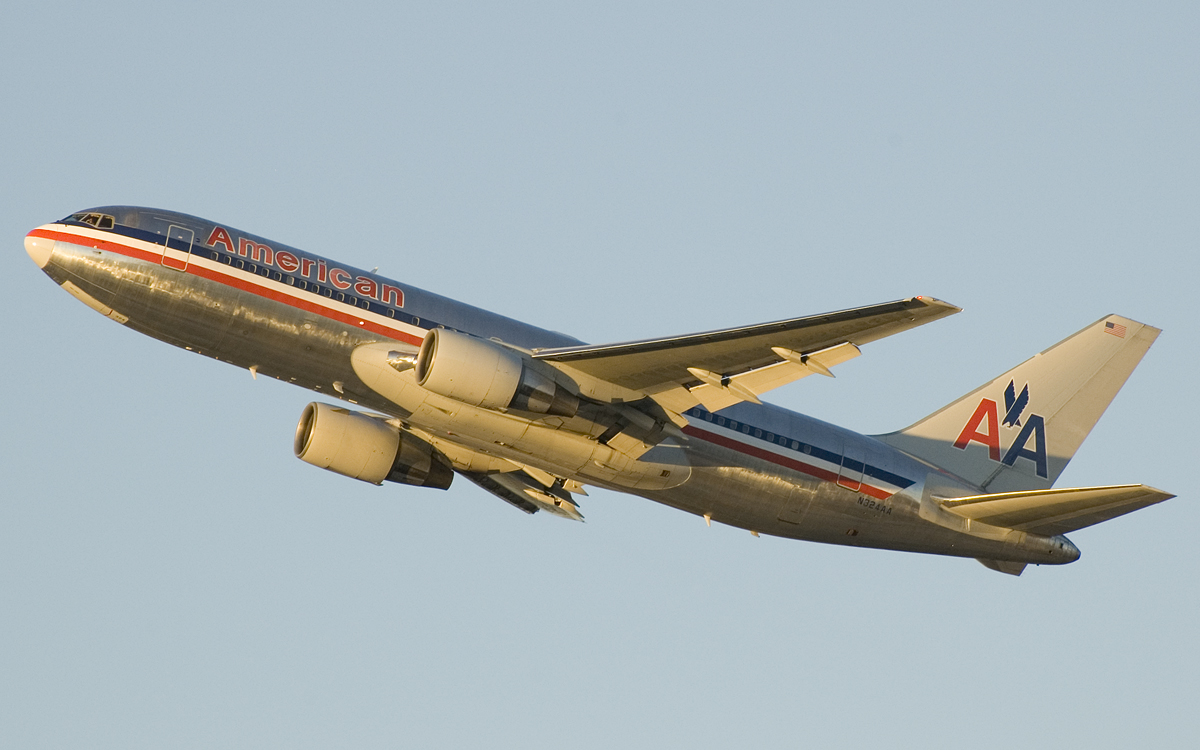
Un 767-200ER dell'American Airlines in partenza dall'Aeroporto Internazionale di Los Angeles.

Il 767-200ER è stato il primo modello caratterizzato da una autonomia estesa ed è entrato in servizio con la compagnia aerea israeliana El Al nel 1984. L'aumento dell'autonomia è dovuto ad un serbatoio di carburante centrale supplementare e un più elevato peso massimo al decollo (MTOW) consentito fino a 179.000 kg. Questo modello è stato offerto con gli stessi motori che equipaggiavano il 767-200, tuttavia in seguito si sono resi disponibili i più potenti Pratt & Whitney PW4000 e General Electric CF6. Il 767-200ER è stato il primo aereo a completare un volo transatlantico non-stop battendo il precedente record di distanza per un velivolo bimotore jet, grazie al volo del 17 aprile 1988 operato dalla Air Mauritius che ha viaggiato da Halifax, Nuova Scozia a Port Louis, Mauritius, coprendo una distanza di 16.200 chilometri. Il 767-200ER è stato acquistato da operatori internazionali che cercavano aeromobili wide-body più piccoli per rotte a lungo raggio, come New York-Pechino. Le consegne di questo modello sono ammontante a 121 esemplari..I principali concorrenti commerciali del tempo includevano l'Airbus A300-600R e l'A310-300.

### 767-300
Il 767-300, la prima versione allungata del velivolo, entrò in servizio con la Japan Airlines nel 1986. Il modello vanta un'estensione di 6,43 metri rispetto al 767-200, risultato ottenuto grazie a sezioni aggiuntive inserite prima e dopo le ali, per una lunghezza complessiva di 54,9 m. Considerando gli avanzamenti tecnologici già introdotti nel design originale del 767, le ali, i motori e la maggior parte dei sistemi sono rimasti sostanzialmente invariati sul 767-300. È stata creata una porta, opzionale, a metà cabina a sinistra, mentre i più potenti motori Pratt & Whitney PW4000 e Rolls-Royce RB211 si sono resi in seguito disponibili. Grazie alla maggiore capacità offerta dal 767-300, esso è stato utilizzato su rotte ad alta densità in Asia e in Europa. le consegne di questo modello sono state pari a 104 velivoli.. Il suo principale concorrente commerciale è stato l'Airbus A300.

### 767-300ER

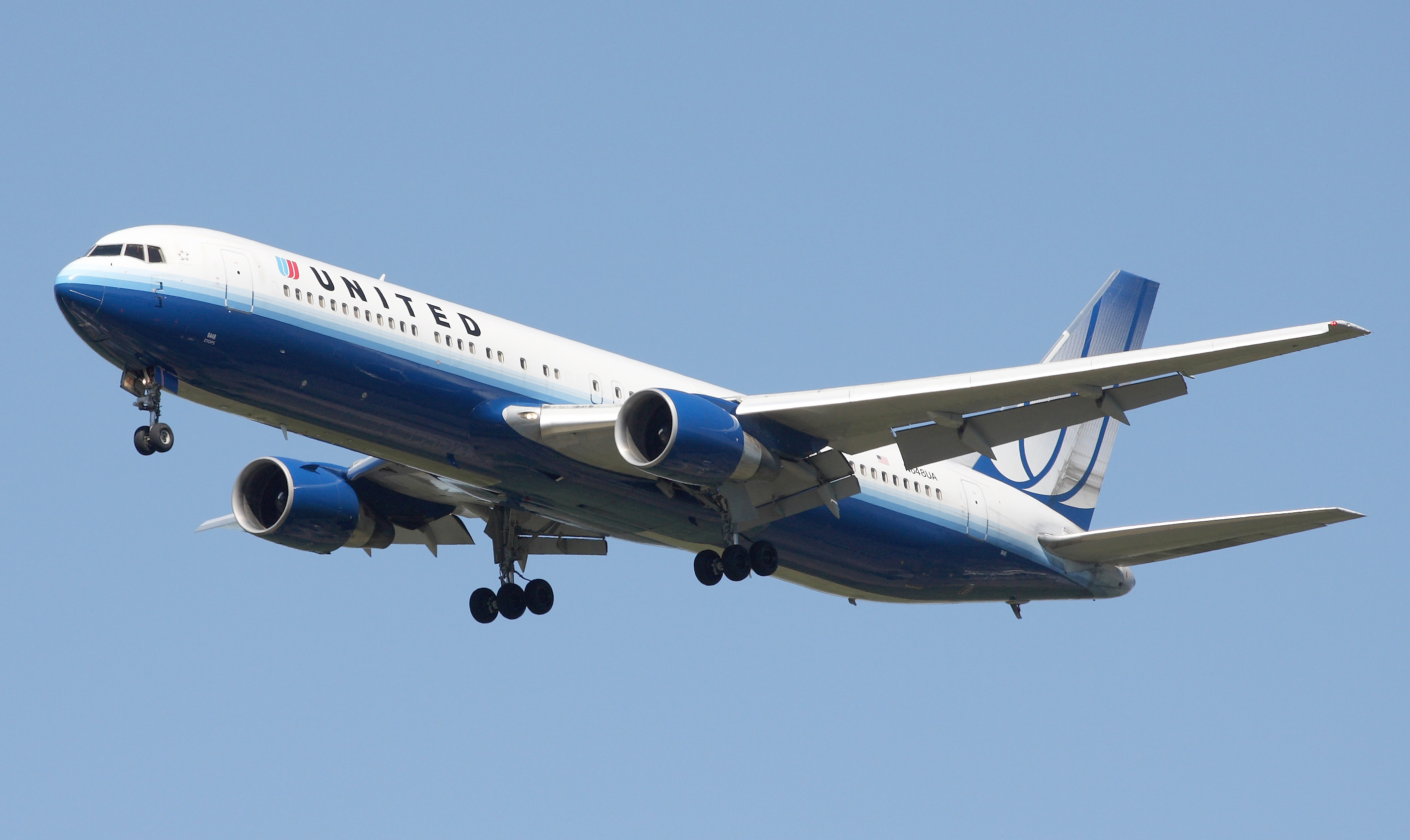
Un 767-300ER di United Airlines in atterraggio all'aeroporto internazionale di Buenos Aires nella vecchia livrea

Il 767-300ER, la versione a lungo raggio del 767-300, entrò in servizio nel 1988 con American Airlines. La maggior autonomia si è resa possibile grazie ad un maggior volume dei serbatoi e una maggiore peso massimo al decollo consentito di 185.000 kg. Nel 1993, alcuni miglioramenti progettuali hanno permesso di elevare il peso massimo al decollo fino a 187.000 kg. La propulsione è fornita da motori Pratt & Whitney PW4000, General Electric CF6 o Rolls-Royce RB211. Rotte tipiche per questo modello, includono la Los Angeles-Francoforte. La combinazione di una maggiore autonomia e una maggiore capacità di passeggeri è stata una caratteristica molto apprezzata dalle compagnie aeree, portando questo modello ad essere la versione di maggior successo del velivolo, con più ordini di tutte le altre varianti messe insieme. A novembre 2015, si contavano 583 consegne di 767-300ER senza alcun ordine ancora evaso. A luglio 2015 vi erano 467 esemplari in servizio. Il suo principale concorrente commerciale è l'Airbus A330-200.

### 767-300F
Il 767-300F, la versione cargo del 767-300ER, è entrato in servizio nel 1995 con la UPS Airlines. Questo modello può contenere fino a 24 pallet da 220 per 320 cm, sul ponte principale, e fino a 30 unità di carico LD2 nel ponte inferiore, con un volume di carico totale di 438 m3. Il velivolo è dotato sul ponte superiore di un portellone per il carico e di una porta per l'equipaggio, mentre il ponte inferiore vi sono due porte di carico laterali e una, sempre per il carico, a destra. Il 23 agosto 1996 la versione con i sistemi di bordo per la gestione delle merci, la capacità di refrigerazione e le strutture per equipaggio è stato consegnato a all'Asiana Airlines. A novembre 2015, le consegne del 767-300F erano di 109 esemplari con ulteriori 75 ordini non ancora evasi.
Nel giugno 2008, La All Nippon Airways ha ricevuto il primo 767-300BCF (Boeing Converted Freighter), un modello passeggeri convertito a cargo. Il lavoro di conversione è stato eseguito a Singapore dalla ST Aerospace Services, la prima azienda a fornire questo tipo di operazione; la modifica comporta l'aggiunta di una porta principale per il ponte di carico, un pavimento rafforzato e l'installazione di supplementari apparecchiature di monitoraggio e sicurezza del carico trasportato. Da allora, Boeing, Israel Aerospace Industries e Wagner Aeronautical hanno offerto anch'essi programmi di conversione da passeggeri a cargo per i velivoli della serie 767-300.

### 767-400ER

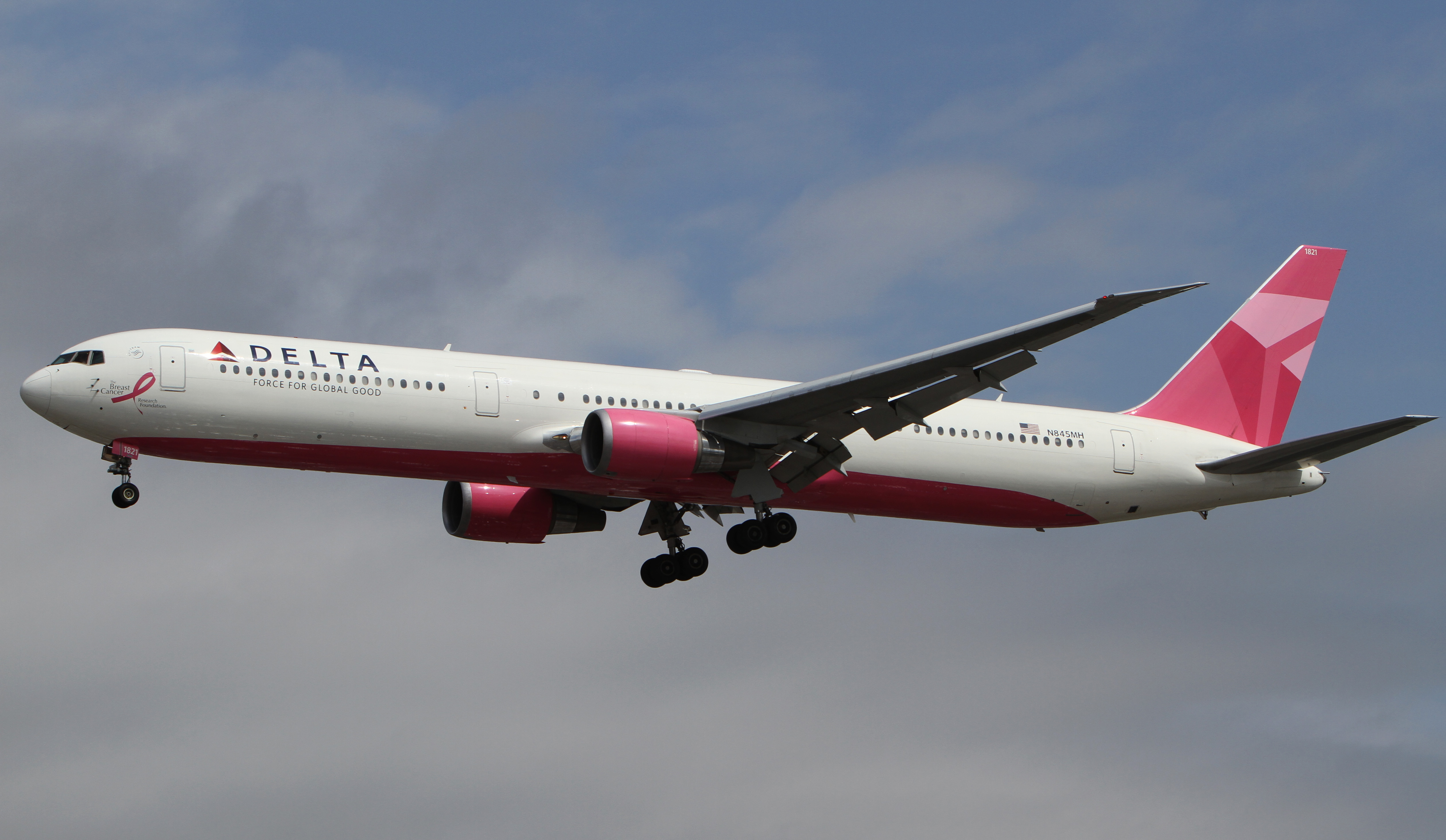
Un Delta Air Lines 767-400ER in livrea rosa Breast Cancer Research Foundation in atterraggio a Londra Heathrow

Il 767-400ER, il primo Boeing wide-body risultante dall'allungamento di due tratti della fusoliera, è entrato in servizio con Continental Airlines nel 2000. Il modello è più lungo di 6,43 metri rispetto al 767-300, per una lunghezza totale di 61,3 m. L'apertura alare è aumentata di 4,36 m con l'aggiunta di alette di estremità. Altre differenze includono un aggiornamento della cabina di pilotaggio, un carrello di atterraggio riprogettato e interni su modello 777 Style Signature. La propulsione maggiorata è fornita da motori Pratt & Whitney PW4000 o General Electric CF6.
La FAA ha concesso l'approvazione al 767-400ER per operare voli ETOPS di 180 minuti prima che entrasse in servizio. Poiché la capacità di carburante non è stata aumentata rispetto ai precedenti modelli, il 767-400ER dispone di una autonomia di 10.418 km, meno rispetto alle precedenti serie 767-ER. Questa è più o meno la distanza tra Londra e Tokyo. Nessuna versione del 767-400 è stata sviluppata, mentre una versione a lungo raggio, il 767-400ERX, è stato messa in vendita nel 2000, prima di essere annullata un anno dopo, lasciando il 767-400ER come unica versione più grande del 767. Un totale di 37 velivoli sono stati consegnati a due clienti: la Continental Airlines e la Delta Air Lines. A luglio 2015, tutti i 37 modelli di -400ER erano in servizio. Il concorrente commerciale più simile è l'Airbus A330-200.

### Militari

#### E-767

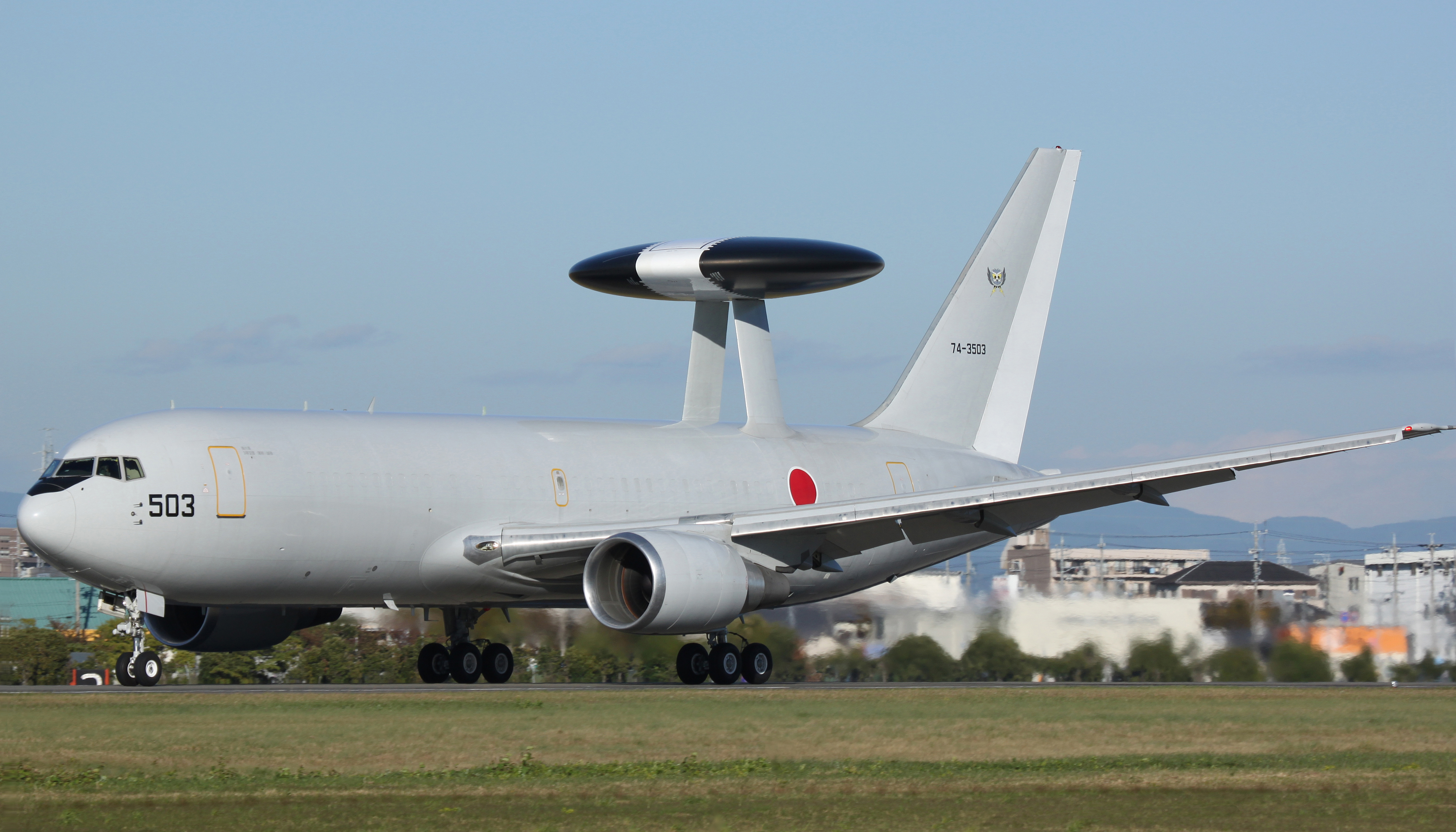
Un E-767 dell'aeronautica giapponese

È la piattaforma AWACS usata dall'aviazione giapponese. Dispone delle stesse strumentazioni del Boeing E-3 Sentry ma montate su un 767-200ER. La Japan Air Self-Defense Force dispone di 4 E-767.

#### KC-767

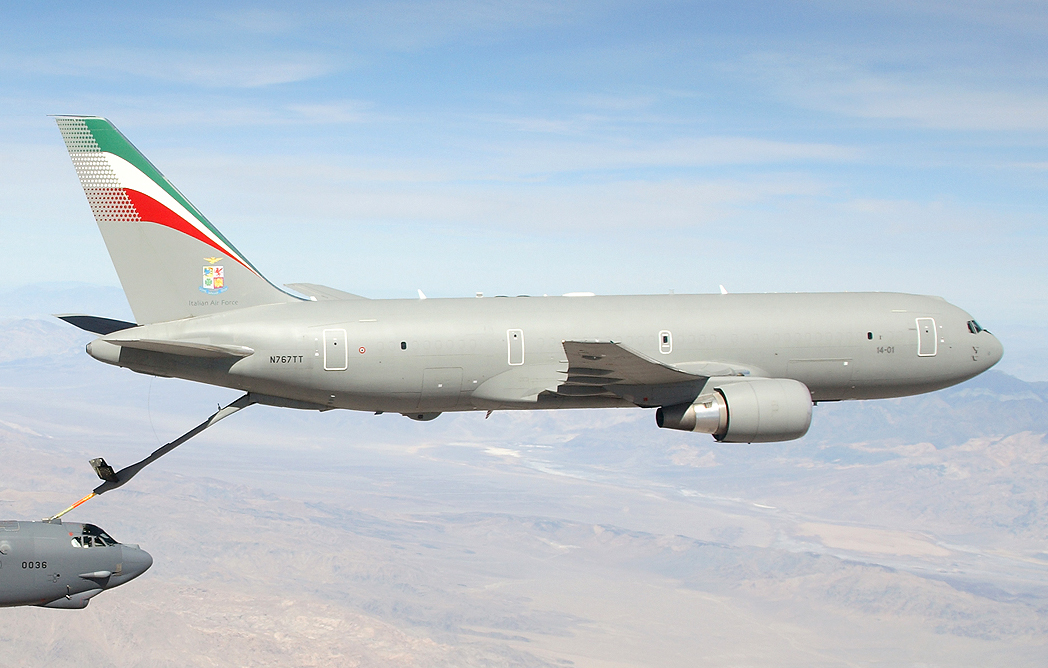
Un KC-767 dell'Aeronautica Militare Italiana

È un aereo da trasporto e da rifornimento in volo basato sul 767-200ER. Quattro KC-767A sono operativi con l'Aeronautica Militare Italiana e altrettanti con la Japan Air Self-Defense Force, designati KC-767J.
Anche l'USAF, nel 2003, aveva espresso interesse per questo aereo e aveva ipotizzato un contratto di affitto per 100 esemplari, poi modificato (80 esemplati acquistati e 20 affittati), poi congelato ed infine cancellato nel gennaio 2006.
Il KC-767 è uscito sconfitto da un confronto con l'Airbus A330 MRTT in tre concorsi: per l'USAF (primo concorso, 29 febbraio 2008), per la Royal Air Force (28 febbraio 2005) e la Royal Australian Air Force (aprile 2004).

#### KC-46 Pegasus
È l'aereo da rifornimento in volo basato sul 767-200ER per l'USAF, vincitore (contro il l'Airbus A330 MRTT) del contratto (secondo concorso) KC-X per la fornitura di 179 tankers, per sostituire le ormai datate aerocisterne KC-135 Stratotanker.

#### E-10 MC2A
È un 767-400ER utilizzato per sostituire le funzioni dell'E-3 Sentry AWACS, dell'E-8 Joint STARS e dell'Boeing EC-135 ELINT ("Electronic Intelligence"), tutti basati sulla fusoliera del Boeing 707. È un sistema completamente nuovo dotato di un radar molto potente. Questo aereo doveva essere il nuovo AWACS dell'USAF e della NATO ma il programma è clamorosamente defunto.

### Milestone
| Modello                           | Primo ordine                           | Rollout          | Primo volo        | Certificazione    | Prima consegna    | Ingresso in servizio | Prima compagnia in servizio       | Ultima consegna                     |
| --------------------------------- | -------------------------------------- | ---------------- | ----------------- | ----------------- | ----------------- | -------------------- | --------------------------------- | ----------------------------------- |
| 767-200                           | 17 luglio 1978                         | 4 agosto 1981    | 26 settembre 1981 | 30 luglio 1982    | 19 agosto 1982    | 8 settembre 1982     | United                            | 1º aprile 1994 EVA Air              |
| 767-200ER                         | 16 dicembre 1982 (Ethiopian Airlines)  | 14 febbraio 1984 | 6 marzo 1984      | marzo 1984        | 26 marzo 1984     | 27 marzo 1984        | El Al                             | 27 marzo 2003 (sconosciuto)         |
| 767-300                           | 29 settembre 1983                      | 14 gennaio 1986  | 30 gennaio 1986   | 22 settembre 1986 | 25 settembre 1986 | 20 ottobre 1986      | Japan Airlines                    | 23 agosto 2001 Shanghai Airlines    |
| 767-300ER                         | 3 marzo 1987 (go ahead 21 luglio 1984) | 3 novembre 1986  | 9 dicembre 1986   | 20 gennaio 1988   | 19 febbraio 1988  | 3 marzo 1988         | American Airlines                 |                                     |
| 767-300F                          | 15 gennaio 1993                        | 8 maggio 1995    | 20 giugno 1995    | 12 ottobre 1995   | 12 ottobre 1995   | 16 ottobre 1995      | United Parcel Service             |                                     |
| 767-400ER                         | 20 marzo 1997                          | 26 agosto 1999   | 9 ottobre 1999    | 20 luglio 2000    | 29 agosto 2000    | 14 settembre 2000    | Continental Airlines              | 31 maggio 2002 Continental Airlines |
| Italian KC-767A Tanker Transport  | 9 luglio 2001                          | 24 febbraio 2005 | 23 maggio 2005    | 23 settembre 2009 | 29 dicembre 2010  | 17 maggio 2011       | Aeronautica Militare Italiana     |                                     |
| Japanese KC-767A Tanker Transport | 17 dicembre 2001                       | 4 maggio 2005    | 21 dicembre 2006  | 13 febbraio 2008  | 19 febbraio 2008  | 1º aprile 2009       | Japanese Air Self - Defense Force |                                     |

## Dati tecnici
| Versione                                | 767-200                          | 767-200ER                        | 767-300                                       | 767-300ER                                     | 767-400ER                 | 767-300F                                     |
| --------------------------------------- | -------------------------------- | -------------------------------- | --------------------------------------------- | --------------------------------------------- | ------------------------- | -------------------------------------------- |
| Codice ICAO                             | B762                             | B762                             | B763                                          | B763                                          | B764                      | B763                                         |
| Codice IATA                             | 762                              | 762                              | 763                                           | 763                                           | 764                       | 76Y                                          |
| Equipaggio in cabina di pilotaggio      | 2 piloti                         | 2 piloti                         | 2 piloti                                      | 2 piloti                                      | 2 piloti                  | 2 piloti                                     |
| Capacità massima passeggeri             | 255                              | 255                              | 290                                           | 290                                           | 409                       | Cargo                                        |
| Lunghezza totale                        | 48,51 m                          | 48,51 m                          | 54,94 m                                       | 54,94 m                                       | 61,37 m                   | 54,94 m                                      |
| Diametro cabina                         | 4,67 m                           | 4,67 m                           | 4,67 m                                        | 4,67 m                                        | 4,67 m                    | 4,67 m                                       |
| Diametro fusoliera                      | 5,03 m                           | 5,03 m                           | 5,03 m                                        | 5,03 m                                        | 5,03 m                    | 5,03 m                                       |
| Larghezza piano orizzontale             | 18,62 m                          | 18,62 m                          | 18,62 m                                       | 18,62 m                                       | 18,62 m                   | 18,62 m                                      |
| Apertura alare                          | 47,57 m                          | 47,57 m                          | 47,57 m                                       | 47,57 m                                       | 51,92 m                   | 47,57 m                                      |
| Superficie alare                        | 283,3 m²                         | 283,3 m²                         | 283,3 m²                                      | 283,3 m²                                      | 290,7 m²                  | 283,3 m²                                     |
| Freccia alare                           | 31,5°                            | 31,5°                            | 31,5°                                         | 31,5°                                         | 31,5°                     | 31,5°                                        |
| Altezza fusoliera                       | 7,47 m                           | 7,47 m                           | 7,49 m                                        | 7,49 m                                        | 7,49 m                    | 7,49 m                                       |
| Altezza totale                          | 16,13 m                          | 16,13 m                          | 16,03 m                                       | 16,03 m                                       | 17,01 m                   | 16,13 m                                      |
| Passo                                   | 19,69 m                          | 19,69 m                          | 22,76 m                                       | 22,76 m                                       | 26,20 m                   | 22,76 m                                      |
| Peso operativo a vuoto (OEW)            | 80 127 kg                        | 82 377 kg                        | 86 069 kg                                     | 90 011 kg                                     | 103 872 kg                | 86 183 kg                                    |
| Peso massimo senza carburante (MZFW)    | 113 398 kg                       | 117 934 kg                       | 126 099 kg                                    | 133 810 kg                                    | 149 685 kg                | 140 160 kg                                   |
| Peso massimo durante il rullaggio (MTW) | 143 789 kg                       | 179 623 kg                       | 159 665 kg                                    | 187 334 kg                                    | 204 570 kg                | 187 334 kg                                   |
| Peso massimo al decollo (MTOW)          | 142 882 kg                       | 179 169 kg                       | 158 758 kg                                    | 186 880 kg                                    | 204 116 kg                | 186 880 kg                                   |
| Peso massimo all'atterraggio (MLW)      | 123 377 kg                       | 136 078 kg                       | 136 078 kg                                    | 145 150 kg                                    | 158 757 kg                | 147 871 kg                                   |
| Carico utile massimo                    | 33 271 kg                        | 35 557 kg                        | 40 230 kg                                     | 43 799 kg                                     | 45 813 kg                 | 53 978 kg                                    |
| Capacità cargo                          | 86,9 m³                          | 86,9 m³                          | 114,1 m³                                      | 114,1 m³                                      | 138,9 m³                  | 24 pallet (sup) 114,1 m³ (inf)               |
| Capacità massima carburante             | 63 217 L                         | 91 380 L                         | 63 216 L                                      | 91 380 L                                      | 91 370 L                  | 91 380 L                                     |
| Velocità di crociera                    | 0,80 Mach (987,84 km/h)          | 0,80 Mach (987,84 km/h)          | 0,80 Mach (987,84 km/h)                       | 0,80 Mach (987,84 km/h)                       | 0,80 Mach (987,84 km/h)   | 0,80 Mach (987,84 km/h)                      |
| Velocità massima                        | 0,86 Mach (1 061,92 km/h)        | 0,86 Mach (1 061,92 km/h)        | 0,86 Mach (1 061,92 km/h)                     | 0,86 Mach (1 061,92 km/h)                     | 0,86 Mach (1 061,92 km/h) | 0,86 Mach (1 061,92 km/h)                    |
| Autonomia                               | 3 900 nmi 7 220 km               | 6 590 nmi 12 200 km              | 3 900 nmi 7 220 km                            | 5 980 nmi 11 075 km                           | 5 625 nmi 10 420 km       | 5 980 nmi 11 075 km                          |
| Quota di tangenza                       | 43 100 ft (13 136 m)             | 43 100 ft (13 136 m)             | 43 100 ft (13 136 m)                          | 43 100 ft (13 136 m)                          | 43 100 ft (13 136 m)      | 43 100 ft (13 136 m)                         |
| Motori (x2)                             | GE CF6-80A PW4056 PW JT9D-7R4D   | GE CF6-80A PW4056 PW JT9D-7R4D   | GE CF6-80A2 PW4060A PW JT9D-7R4E RB211-524H36 | GE CF6-80A2 PW4060A PW JT9D-7R4E RB211-524H36 | GE CF6-80C2               | GE CF6-80C2 PW4062 PW JT9D-7R4E RB211-524H36 |
| Spinta (x2)                             | 194-209 kN 220-252 kN 204-214 kN | 194-209 kN 220-252 kN 204-214 kN | 203-217 kN 223-274 kN 211-222 kN 264-270 kN   | 203-217 kN 223-274 kN 211-222 kN 264-270 kN   | 250-267 kN                | 203-217 kN 223-276 kN 211-222 kN 264-270 kN  |

## Utilizzatori
Al gennaio 2024, dei 1 304 esemplari consegnati, 876 sono operativi.

### Civili
Gli utilizzatori principali sono:    
- FedEx Express (136 esemplari)
- UPS Airlines (88 esemplari)
- Delta Air Lines (65 esemplari)
- Amazon Air (59 esemplari)
- United Airlines (53 esemplari)
- Japan Airlines (27 esemplari)
- ABX Air (26 esemplari)
- SF Airlines (25 esemplari)
- All Nippon Airways (24 esemplari)
- Cargojet (23 esemplari)
- Maersk Air Cargo - (20 esemplari)[149]
- Amerijet International (12 esemplari)
- Eastern Airlines (11 esemplari)
- LATAM Cargo Colombia (11 esemplari)
- Omni Air International (11 esemplari)
- Atlas Air (10 esemplari)
- DHL Air UK (10 esemplari)
- DHL International Aviation ME (10 esemplari)
- LATAM Airlines Chile (9 esemplari)
- Air Canada (8 esemplari)
- Air Transport International (8 esemplari)
- Uzbekistan Airways (8 esemplari)
- Azur Air (6 esemplari)
- LATAM Cargo Chile (6 esemplari)
- Neos Air (3 esemplari)

### Governativi e militari
Gli utilizzatori sono:
- Forza Aerea degli Stati Uniti d'America (81 esemplari)
- Forza Aerea del Giappone (11 esemplari)
- Aeronautica Militare (4 esemplari)
- Forza Aerea della Colombia (1 esemplare)
- Bahrein Royal Flight (1 esemplare)
- Forza Aerea del Cile (1 esemplare)
- Forza Aerea di Israele (1 esemplare)
- Governo del Brunei (1 esemplare)
- Governo della Bielorussia (1 esemplare)